# 6. September
Der 6. September ist der 249. Tag des gregorianischen Kalenders (der 250. in Schaltjahren), somit bleiben noch 116 Tage bis zum Jahresende.

## Ereignisse

### Politik und Weltgeschehen
- 0394: Theodosius der Große besiegt den weströmischen Kaiser Eugenius und dessen Heermeister Arbogast in der Schlacht am Frigidus und vereint damit als letzter Kaiser beide römischen Reichshälften kurze Zeit wieder in einer Hand. Vier Monate später kommt es nach seinem Tod zur endgültigen Reichsteilung.

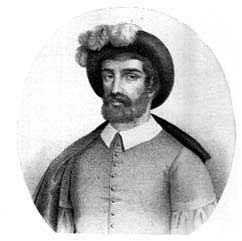
1522: Juan Sebastián de Elcano

- 1522: Die Victoria, das letzte Schiff der Expedition Ferdinand Magellans, kehrt nach dessen Tod unter dem Kommando von Juan Sebastián Elcano nach Spanien zurück.
- 1622: Die spanische Galeone Nuestra Señora de Atocha geht reich beladen in einem Hurrikan vor der Küste Floridas unter. Erst 1985 entdeckt der Schatzsucher Mel Fisher das Schiffswrack mit einem Wert von 400 Millionen US-Dollar.
- 1628: Eine Gruppe puritanischer Siedler erreicht Amerika und gründet dort die Massachusetts Bay Colony.

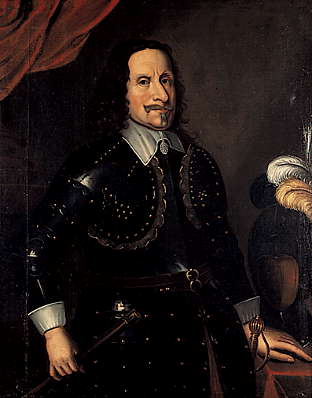
1634: Gustaf Horn

- 1634: In der Schlacht bei Nördlingen erleidet der Heilbronner Bund unter Gustaf Graf Horn und Bernhard von Sachsen-Weimar eine einschneidende Niederlage im Dreißigjährigen Krieg.
- 1652: In der Seeschlacht bei Elba treffen im Ersten Englisch-Niederländischen Krieg Schiffe beider Seiten aufeinander. Die Niederländer können unter Verlusten ein englisches Schiff erobern.
- 1688: Kaiserliche Truppen mit dem bayerischen Kurfürsten Maximilian II. Emanuel an der Spitze erobern das in osmanischer Hand befindliche Belgrad. Sie können die Stadt zwei Jahre halten.
- 1689: Das Kaiserreich China vereinbart im Vertrag von Nertschinsk mit Russland, dem ersten mit einem europäischen Land geschlossenen Vertrag, den Grenzverlauf in der Region des Flusses Amur.
- 1802: Bayerische Soldaten marschieren in Bamberg, der Residenzstadt des Hochstifts Bamberg, ein.
- 1806: Die Reichsstadt Frankfurt am Main wird in das Fürstentum Aschaffenburg eingegliedert und nunmehr vom Fürstprimas des Rheinbunds, Karl Theodor von Dalberg, regiert.
- 1808: Napoléons Schwager Joachim Murat übernimmt die ihm übertragene Macht im Königreich Neapel.
- 1813: In der Schlacht bei Dennewitz während der Befreiungskriege besiegt Preußen unter Friedrich Wilhelm Freiherr von Bülow und Bogislav Graf von Tauentzien die französische Armee und die mit ihr verbündeten Sachsen unter Marschall Michel Ney und hindert Napoleon damit endgültig daran, nach Berlin vorzudringen.

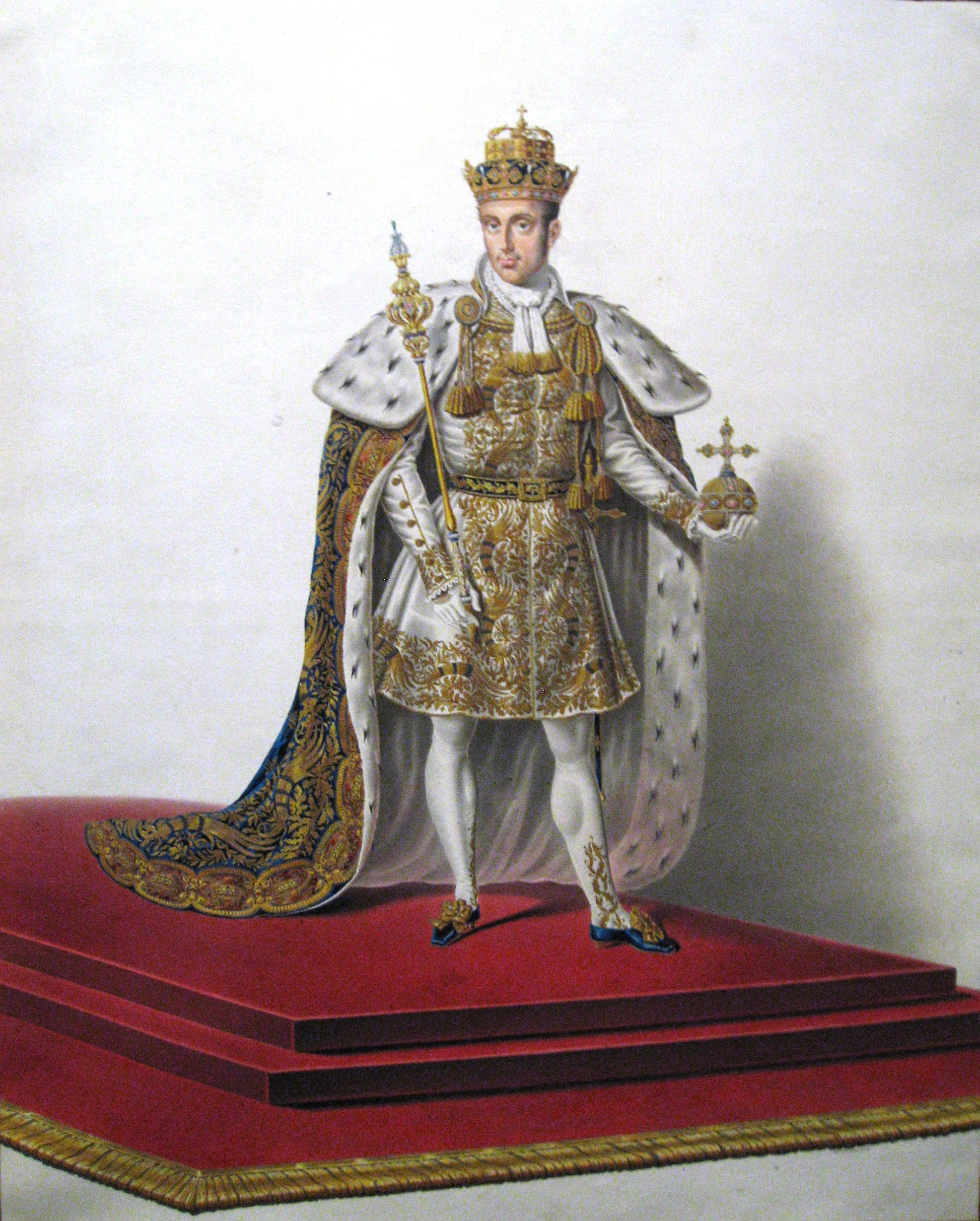
1838: Ferdinand I. im Krönungsornat

- 1838: Ferdinand I. wird zum König der Lombardei gekrönt.
- 1839: Reaktionäre Kräfte im Kanton Zürich führen gegen die neue liberale Verfassung der Regenerationszeit den Züriputsch durch. Durch die Berichterstattung in den deutschen Medien gelangt der Begriff Putsch in den deutschen Sprachgebrauch.
- 1839: Das polynesische Atoll Ahe wird – als eines der letzten des Tuamotu-Archipels – vom US-Marineoffizier Charles Wilkes entdeckt und kartographiert.
- 1885: Nach einer unblutigen Revolution in der autonomen Provinz Ostrumelien des Osmanischen Reiches, angeführt vom BGRZK, kommt es mit dem Fürstentum Bulgarien zur Vereinigung Bulgariens.
- 1898: In den Niederlanden wird Wilhelmina von Oranien-Nassau nach ihrer Volljährigkeitserklärung Königin des Landes, das seit 1890 unter Regentschaft ihrer Mutter Emma zu Waldeck und Pyrmont gestanden hat.

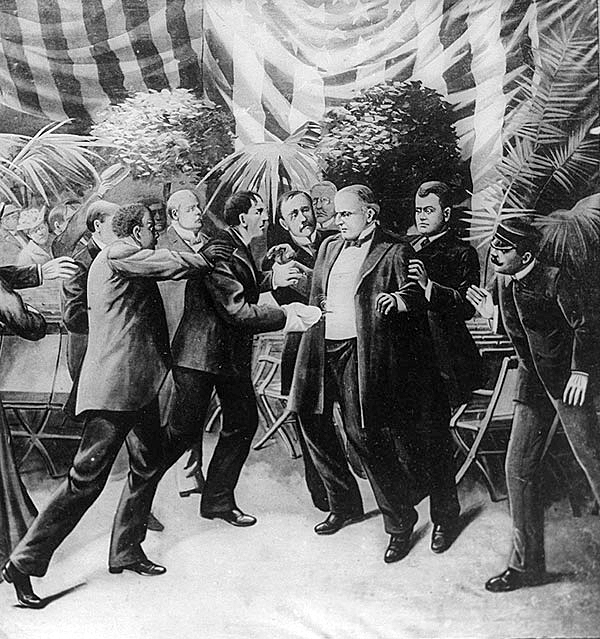
1901: Das Attentat auf Präsident McKinley

- 1901: Der Anarchist Leon Czolgosz verübt auf der Pan-American Exposition, der Weltausstellung in Buffalo, New York, ein Schussattentat auf den amerikanischen Präsidenten William McKinley, der am 14. September seinen Verletzungen erliegt.
- 1905: Im Zuge der Hibiya-Unruhen wird in Tokio der Ausnahmezustand verhängt. Demonstranten brennen Straßenbahnen, Hauptämter und Polizeistationen nieder. 800 Bürger werden von der Polizei getötet oder verwundet.
- 1914: Im Ersten Weltkrieg beginnt die Schlacht an den Masurischen Seen. Es gelingt den deutschen Angreifern, russische Divisionen zum Rückzug aus Ostpreußen zu bewegen.
- 1915: Bulgarien schließt ein Bündnis mit den Mittelmächten. In einem Geheimabkommen sichern diese v. a. den Erwerb Makedoniens sowie weiterer Gebiete zu Lasten Serbiens zu. Der bulgarische König Ferdinand I. sieht darin die Chance, die territorialen Verluste nach dem Zweiten Balkankrieg zu revidieren.
- 1939: Krakau in Polen wird während des Überfalls auf Polen von der 14. Armee der deutschen Wehrmacht eingenommen.
- 1940: Carol II., König von Rumänien, dankt unter dem Druck von Ion Antonescu, den er zwei Tage früher zum Premierminister gemacht hat, ab. Nachfolger wird sein Sohn Michael I.
- 1944: Im Zweiten Weltkrieg beginnt der Beschuss englischer und belgischer Städte, vor allem von London und Antwerpen, mit der V2-Rakete durch die deutsche Wehrmacht. Alliierte Lufteinheiten bombardieren und zerstören am selben Tag zirka 80 Prozent der Stadt Emden. Die von den Deutschen besetzte Stadt Le Havre an der Seine wird durch einen alliierten Bombenangriff innerhalb weniger Stunden zu mehr als 50 Prozent zerstört.
- 1946: US-Außenminister Byrnes verkündet in Stuttgart die längerfristige Präsenz westlicher alliierter Soldaten in Deutschland und informiert über das Inkrafttreten der Einrichtung der so genannten Bizone zum 1. Januar 1947; der wirtschaftliche Zusammenschluss der Besatzungszonen Großbritanniens und der USA.
- 1948: Mit ihrer Inthronisation wird Königin Juliana Staatsoberhaupt in den Niederlanden. Sie folgt ihrer Mutter Wilhelmina nach, die zu ihren Gunsten abgedankt hat.

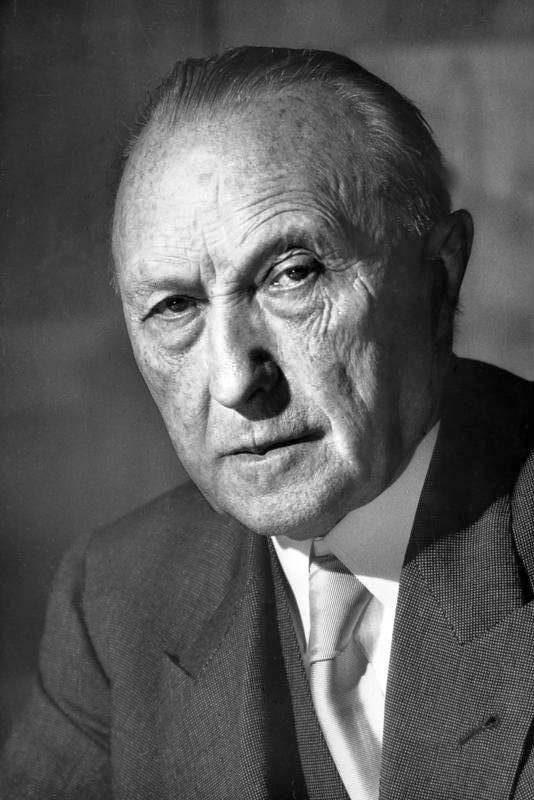
1953: Konrad Adenauer

- 1953: CDU und CSU gewinnen mit Konrad Adenauer die Wahlen zum zweiten Deutschen Bundestag.
- 1955: In Istanbul und Izmir kommt es zu schweren antigriechischen Pogromen, wobei fast alle orthodoxen Kirchen verwüstet werden.
- 1960: Im Manifest der 121 deklarieren französische Intellektuelle ein Recht zum Ungehorsam im Algerienkrieg.
- 1965: Indische Truppen rücken auf die alte pakistanische Kaiserstadt Lahore vor. Der Konflikt um Kaschmir eskaliert zum Zweiten Indisch-Pakistanischen Krieg.
- 1965: Vor dem Landgericht Hagen beginnt ein Strafprozess gegen zwölf Angehörige der Wachmannschaft des NS-Vernichtungslagers Sobibor.
- 1966: Hendrik Frensch Verwoerd, Südafrikas als Hauptarchitekt der Apartheid geltender Ministerpräsident, wird bei einer Parlamentssitzung von einem Parlamentsangestellten mit vier Messerstichen ermordet.
- 1968: Swasiland, das heutige Eswatini, wird von Großbritannien unabhängig.
- 1972: Im Münchner Olympiastadion findet während der Olympischen Spiele eine Trauerfeier für die zwölf Todesopfer der palästinensischen Geiselnahme statt. Die Spiele gehen nach diesem einen Tag Unterbrechung weiter.
- 1976: Leutnant Viktor Belenko setzt sich mit einer MiG-25, dem bis dahin als Militärgeheimnis eingestuften Kampfjet der UdSSR, nach Japan ab.
- 1978: Der deutsche RAF-Terrorist Willy Peter Stoll wird von der Polizei erschossen.
- 1979: Mit Chemikalien experimentierende Kinder lösen in Hamburg ein Explosionsunglück aus. Ein Kind stirbt, zwei werden verletzt. Die Stoffe hatten sie sich vom Firmenareal der Chemischen Fabrik Stoltzenberg besorgt. Sofort einsetzende Untersuchungen decken den zweiten Stoltzenberg-Skandal auf, der behördliche Mängel vor Augen führt.
- 1991: Leningrad nimmt seinen historischen Namen Sankt Petersburg wieder an.
- 1999: Beim Kirchenmassaker von Suai kommen bis zu 200 Menschen ums Leben.
- 2003: Die Außenminister der EU stufen die palästinensische Hamas als terroristische Organisation ein.
- 2003: Die USA drängen den Weltsicherheitsrat zu einer Resolution gegen den Iran wegen der Verletzung des Atomwaffensperrvertrages.
- 2021: Infolge der Einnahme von Pandschschir durch die Taliban endet der Krieg in Afghanistan.

### Wirtschaft
- 1888: Die Flensburger Brauerei wird gegründet.
- 1973: Im nordkoreanischen Pjöngjang wird die erste Strecke der Metro in Betrieb genommen.
- 2006: Zusammenschluss von BOC und der Linde AG.

### Wissenschaft und Technik

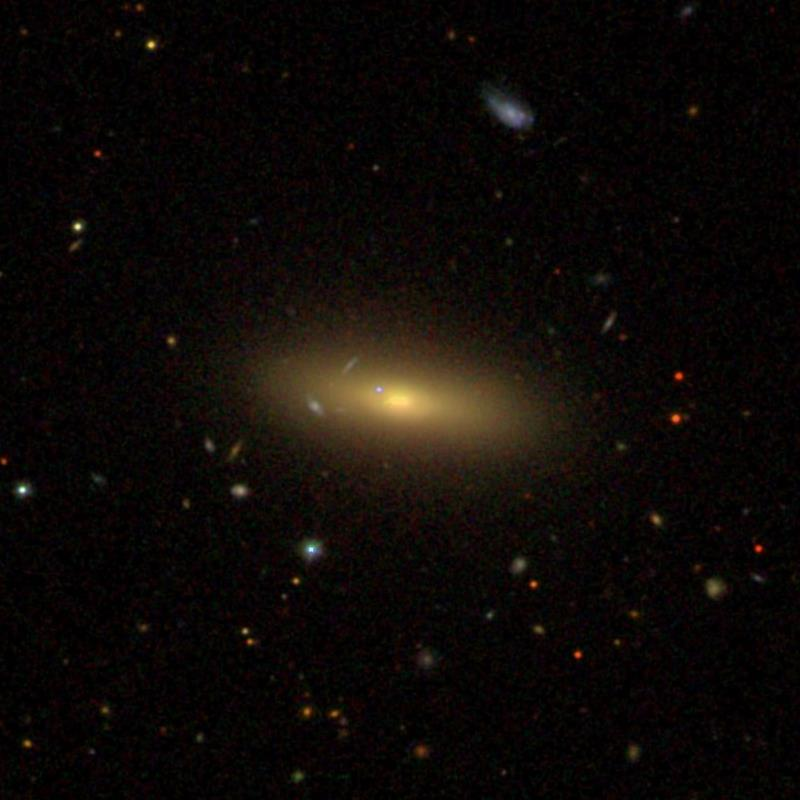
1831: NGC 307

- 1831: John Herschel entdeckt die später als NGC 307 bezeichnete linsenförmige Galaxie im Sternbild Walfisch, welche etwa 162 Millionen Lichtjahre von der Erde entfernt ist.
- 1930: Auf der „Tagung für Erkenntnislehre der exakten Wissenschaften“ in Königsberg hält Kurt Gödel einen auf 20 Minuten angesetzten Vortrag zum Thema Über die Vollständigkeit des Logikkalküls. Darin stellt er erstmals seine Arbeiten über die Unentscheidbarkeit von mathematischen Sätzen in formalen logischen Systemen einem breiteren wissenschaftlichen Publikum vor.
- 1997: Die kleinen Uranus-Monde Caliban und Sycorax werden von Brett J. Gladman, Phil Nicholson, Joseph A. Burns und John J. Kavelaars mit Hilfe des 5 m-Spiegelteleskops des Hale-Observatoriums entdeckt.
- 2007: Der Graupapagei Alex stirbt. Er konnte Objekte nach verschiedenen Eigenschaften sortieren und bis 6 zählen.

### Kultur
- 1686: Jean-Baptiste Lullys Pastoraloper Acis et Galatée wird uraufgeführt.

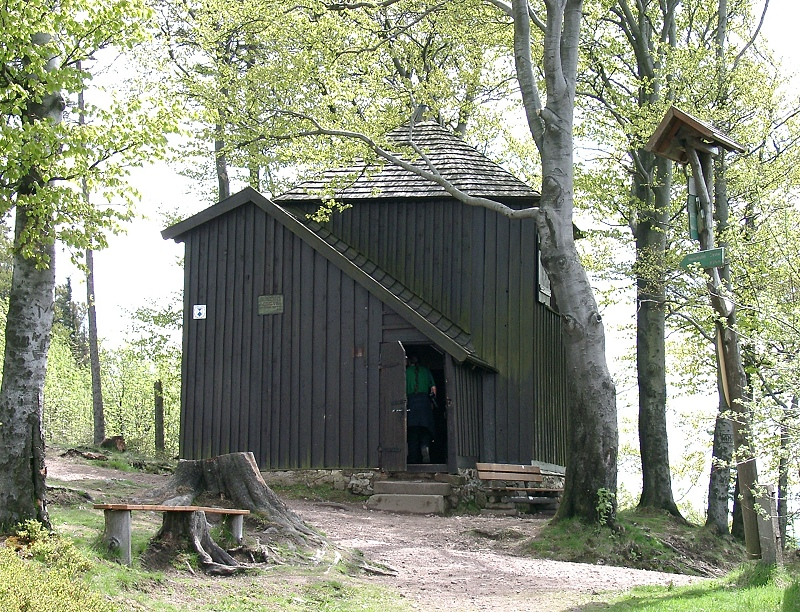
1780: Das Goethehäuschen auf dem Kickelhahn

- 1780: Johann Wolfgang von Goethe schreibt mit Bleistift an die Holzwand einer Jagdhütte auf dem Kickelhahn bei Ilmenau in Thüringen Wandrers Nachtlied – Ein Gleiches.
- 1791: Die Oper La clemenza di Tito (Die Milde des Titus) von Wolfgang Amadeus Mozart wird im Prager Ständetheater uraufgeführt.
- 1908: Das Bayerische Landesamt für Denkmalpflege wird durch eine Verordnung des Prinzregenten Luitpold von Bayern als selbständige Behörde ins Leben gerufen.
- 1932: Die Uraufführung der Oper La favola d'Orfeo (Die Geschichte von Orpheus) von Alfredo Casella findet am Teatro Goldoni in Venedig statt.
- 1951: Das wiederaufgebaute Schillertheater in Berlin wird mit Friedrich Schillers Drama Wilhelm Tell eröffnet.
- 1954: Bei den Filmfestspielen von Venedig wird der Film La Strada des Regisseurs Federico Fellini mit Giulietta Masina in der Hauptrolle erstmals gezeigt.
- 1970: Am letzten Tag des Love-and-Peace-Festivals auf der Ostseeinsel Fehmarn gibt Jimi Hendrix das letzte offizielle Konzert vor seinem Tod, während die Band Ton Steine Scherben (als Rote Steine) ihren ersten Auftritt absolviert.
- 1978: Der Mesa-Verde-Nationalpark im Südwesten Colorados wird zum Weltnaturerbe erklärt.
- 1986: Das Museum Ludwig und die Philharmonie werden in Köln eröffnet.

### Gesellschaft
- 1949: Der Weltkriegsveteran Howard Unruh erschießt in Camden, New Jersey, als erster Heckenschützenmörder wahllos 13 Personen und verletzt zahlreiche weitere schwer.
- 1951: Der Schriftsteller William S. Burroughs erschießt in Mexiko-Stadt aus Versehen seine Frau, als er im Zustand der Trunkenheit die Apfelszene Wilhelm Tells nachstellen will.

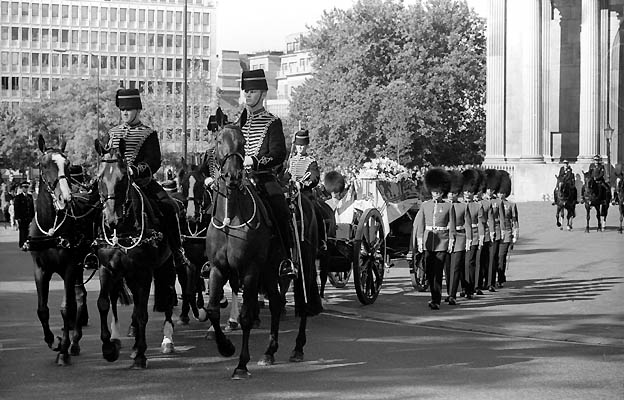
1997: Dianas Beisetzung

- 1997: An der Beisetzungszeremonie für Diana, Princess of Wales, der ersten Ehefrau des britischen Thronfolgers Charles, nehmen auf Londons Straßen etwa drei Millionen Menschen Anteil. Das Verfolgen der Fernsehübertragung ist mit geschätzten 2,5 Milliarden Zuschauern das bis dahin weltweit größte Medienereignis.
- 2010: Vor dem Landgericht Mannheim beginnt der Prozess gegen den Wettermoderator Jörg Kachelmann wegen besonders schwerer Vergewaltigung in Tateinheit mit einer gefährlichen Körperverletzung.

### Katastrophen
- 1776: Guadeloupe wird von einem tropischen Wirbelsturm stark getroffen. Etwa 6000 Menschen sterben bei diesem Hurrikan.
- 1870: Beim Untergang der Panzerfregatte HMS Captain vor Kap Finisterre in einem Orkan kommen fast 500 Menschen ums Leben.
- 1975: Bei einem Erdbeben in Lice, Türkei, gibt es fast 2400 Tote.

Kleinere Unglücksfälle sind in den Unterartikeln von Katastrophe und in der Liste von Katastrophen aufgeführt.

### Sport
- 1891: Das über eine Distanz von etwa 1200 km führende Radrennen Paris–Brest–Paris wird mit 206 Teilnehmern gestartet. Der Sieger trifft drei Tage später am Ziel ein.
- 1929: Das erste Gaisbergrennen bei Salzburg findet statt.
- 1946: Einer siebenköpfigen sowjetischen Bergsteigergruppe gelingt im Hochgebirge des Pamir die Erstbesteigung des Pik Karl Marx.

2008: Logo der Paralympics

- 2008: Der chinesische Staatspräsident Hu Jintao eröffnet in Peking die 13. Sommer-Paralympics, an denen über 4200 Athleten und Athletinnen aus 148 Ländern teilnehmen. Die Spiele sollten bis zum 17. September dauern.

Einträge von Leichtathletik-Weltrekorden befinden sich unter der jeweiligen Disziplin unter Leichtathletik.

## Geboren

### Vor dem 18. Jahrhundert
- 1440: Albrecht von Pfalz-Mosbach, Bischof von Straßburg
- 1474: Artus Gouffier de Boisy, französischer Staatsmann, Großmeister von Frankreich
- 1475: Sebastiano Serlio, italienischer Architekt und Architekturtheoretiker
- 1517: Francisco de Holanda, portugiesischer Maler, Architekt, Antiquar, Historiker und Kunsttheoretiker
- 1524: Pierre de Ronsard, französischer Schriftsteller

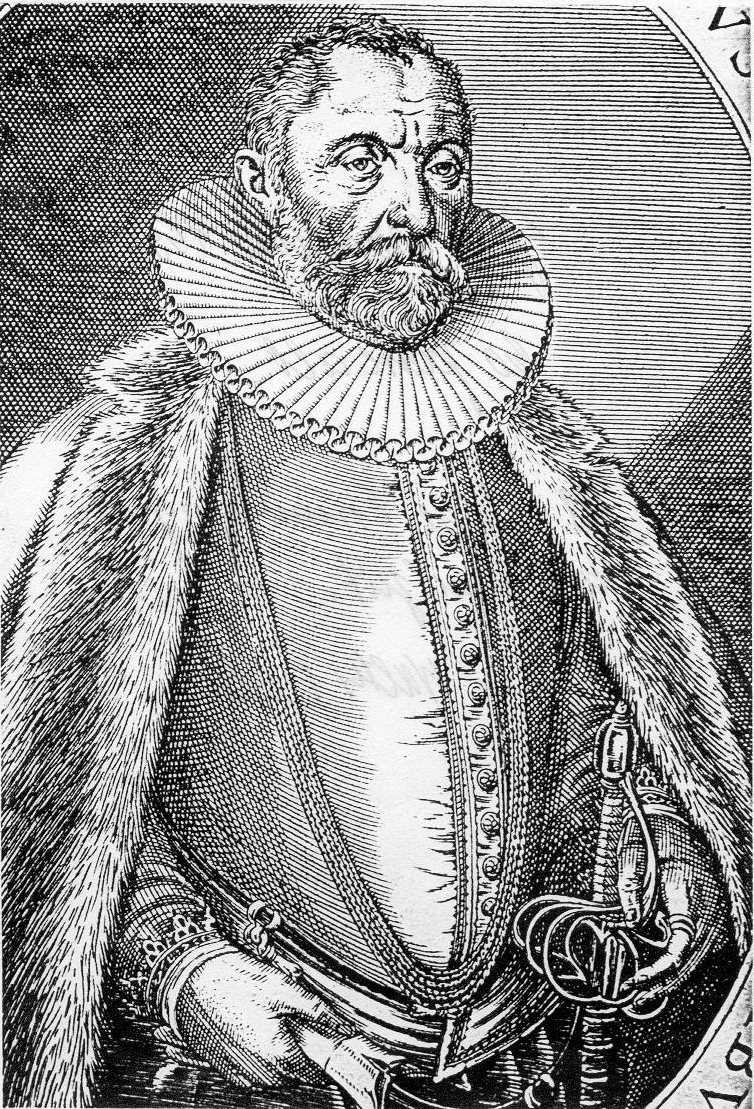
Joachim (* 1530)

- 1530: Joachim von Ortenburg, niederbayrischer Reichsgraf
- 1555: Johann von Bodeck, niederländisch-deutscher Bankier
- 1577: Pietro Tacca, italienischer Architekt, Bildhauer und Bronzegießer
- 1610: Francesco I. d’Este, italienischer Herzog
- 1620: Isabella Leonarda, italienische Komponistin und Nonne
- 1633: Sebastian Knüpfer, deutscher Komponist (Taufdatum)
- 1646: Magnus Daniel Omeis, deutscher Dichter und Philosoph
- 1648: Johann Schelle, deutscher Komponist
- 1656: Guillaume Dubois, französischer Kardinal und Minister
- 1656: Johann Caspar Ferdinand Fischer, deutsch-tschechischer Komponist, Organist, Kapellmeister und Musikpädagoge
- 1666: Iwan V., Zar von Russland
- 1694: Johann Daniel Schöpflin, deutscher Professor der Geschichte, Beredsamkeit und Staatsrechtslehre, Lehrer Goethes
- 1695: Johann Adolph von Brühl, kursächsischer Stallmeister und Kammerherr

### 18. Jahrhundert

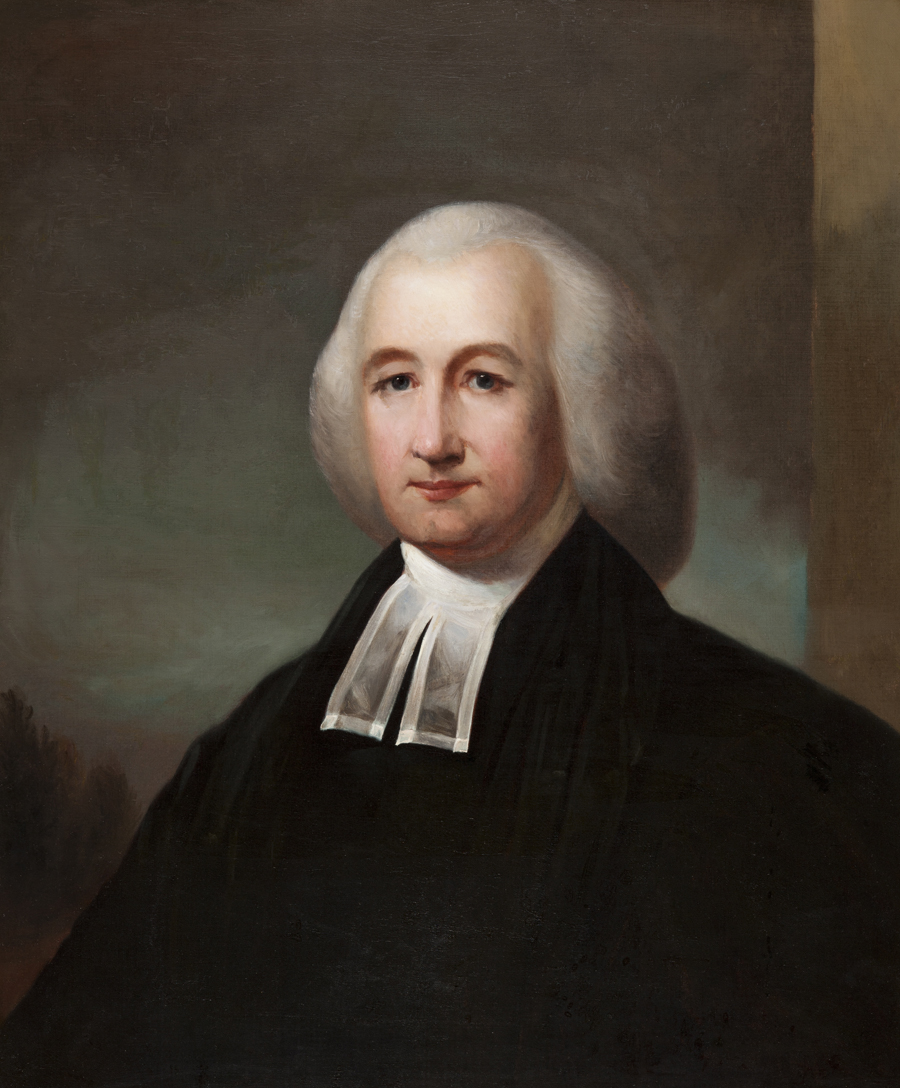
Henry Melchior Muhlenberg (* 1711)
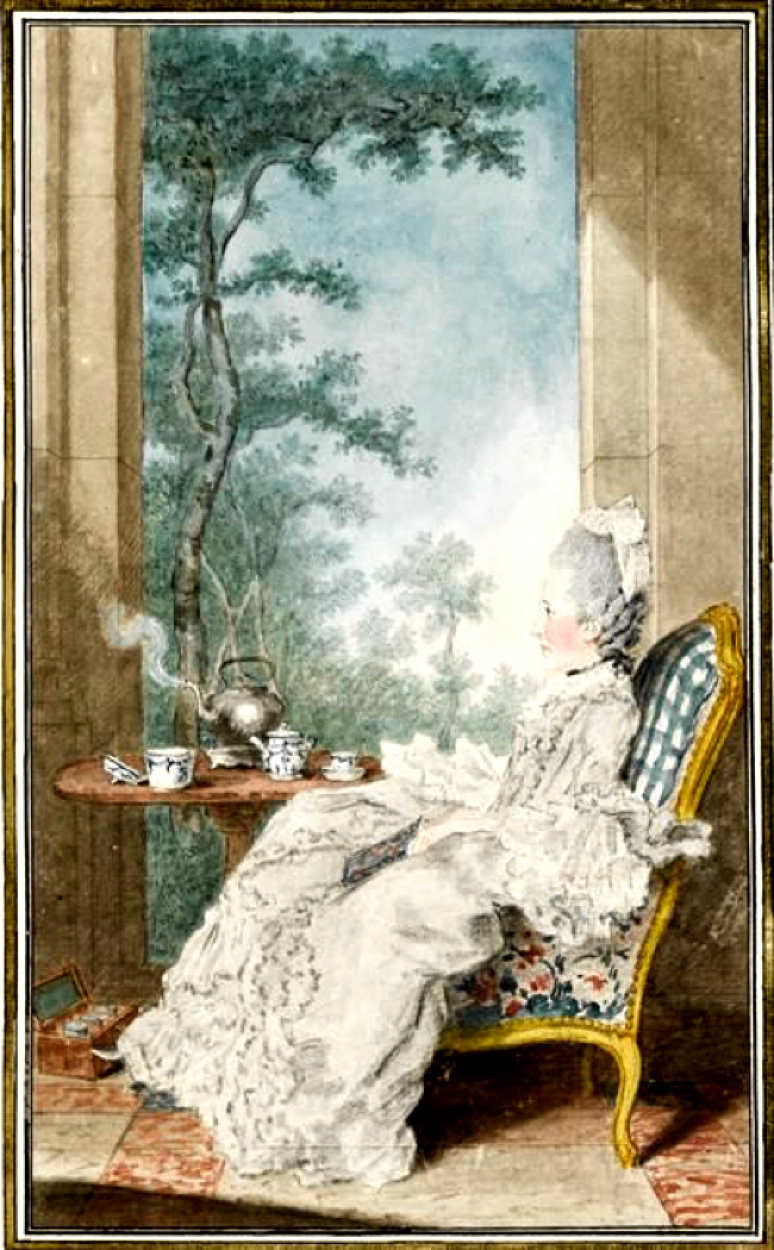
Marie Charlotte Hippolyte de Campet de Saujon (* 1725)
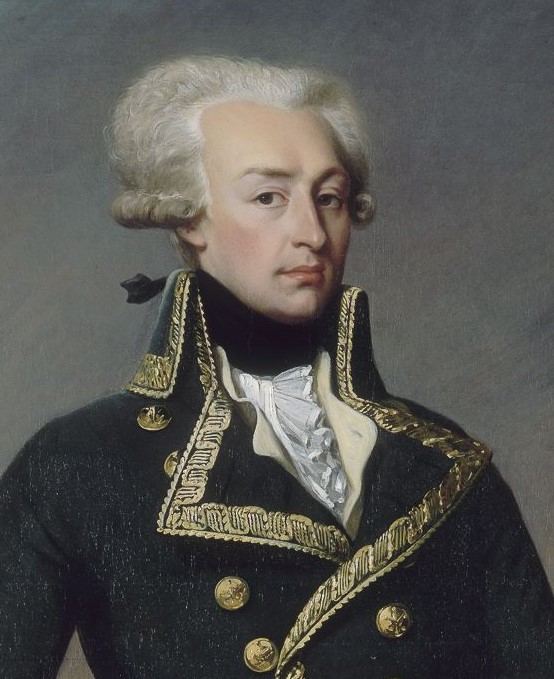
Marie-Joseph Motier (* 1757)
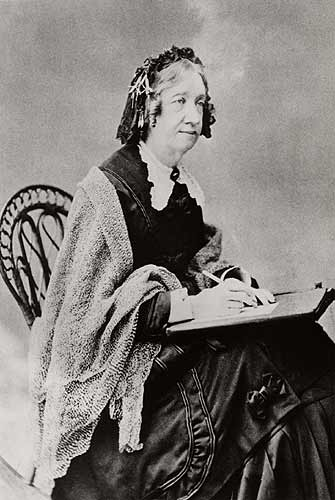
Catharine Esther Beecher (* 1800)

- 1711: Henry Melchior Muhlenberg, deutsch-US-amerikanischer Theologe, Begründer der lutherischen Kirche in Britisch-Nordamerika
- 1725ː Marie Charlotte Hippolyte de Campet de Saujon, französische Adlige, Salonnière und Femme de lettres
- 1727: Jacques Philippe de Choiseul-Stainville, Marschall von Frankreich
- 1728: Christian Braunmann Tullin, norwegischer Dichter
- 1729: Moses Mendelssohn, deutsch-jüdischer Philosoph der Aufklärung, gilt als Wegbereiter der Haskala
- 1730: Johann Christian Sulzberger, deutscher Mediziner, Gründer der Dr. Sulzbergerschen Armen- und Krankenstiftung
- 1735: Johann Daniel Busch, deutscher Orgelbauer
- 1743: Ludolf August Friedrich von Alvensleben, preußischer Generalmajor
- 1747: Louis-Alexandre de Bourbon, prince de Lamballe, französischer Fürst
- 1754: Jacob Christoph Rudolph Eckermann, deutscher evangelischer Theologe und Hochschullehrer
- 1757: August Friedrich Ernst Langbein, deutscher Dichter und Romanschriftsteller
- 1757: Marie-Joseph Motier, Marquis de La Fayette, französischer General und Politiker
- 1758: Pierre Augustin Hullin, französischer General
- 1760: Carl Joseph von Clam-Martinic, österreichischer Oberstlandkämmerer
- 1761: Marie-Gabrielle Capet, französische Malerin
- 1762: Theodorus Frederik van Capellen, holländischer Seeoffizier
- 1766: John Dalton, britischer Naturforscher und Lehrer
- 1766: Johann Heinrich Wilhelm Ziegenbein, deutscher Pädagoge und evangelischer Geistlicher
- 1768: Johann Friedrich Wilhelm Thym, deutscher Theologe und Pädagoge
- 1770: Theodor Heinsius, deutscher Sprachforscher und Lexikograf
- 1772: Carl Gottlieb Bellmann, deutscher Musiker
- 1781: Vincent Novello, britischer Musiker
- 1783: Armand Beauvais, US-amerikanischer Politiker
- 1787: Émilie de Rodat, französische Ordensschwester, Mystikerin und Ordensgründerin
- 1788: Wilhelm von Schadow, deutscher Maler
- 1792: Gottlieb Ludwig Heinrich von Gess, deutscher Politiker
- 1794: Joseph Anton Dreher, deutscher Orgelbauer
- 1795: Achille Baraguey d’Hilliers, französischer General und Staatsmann, Vizepräsident des Senats
- 1800: Catharine Beecher, US-amerikanische Schriftstellerin

### 19. Jahrhundert

#### 1801–1850

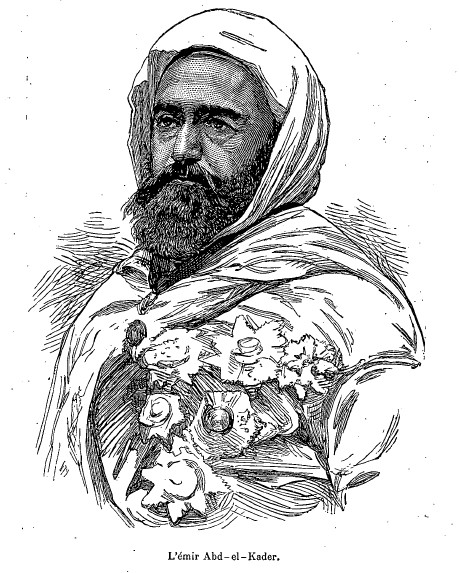
Abd el-Kader (* 1808)
Harfenjule (* 1829)
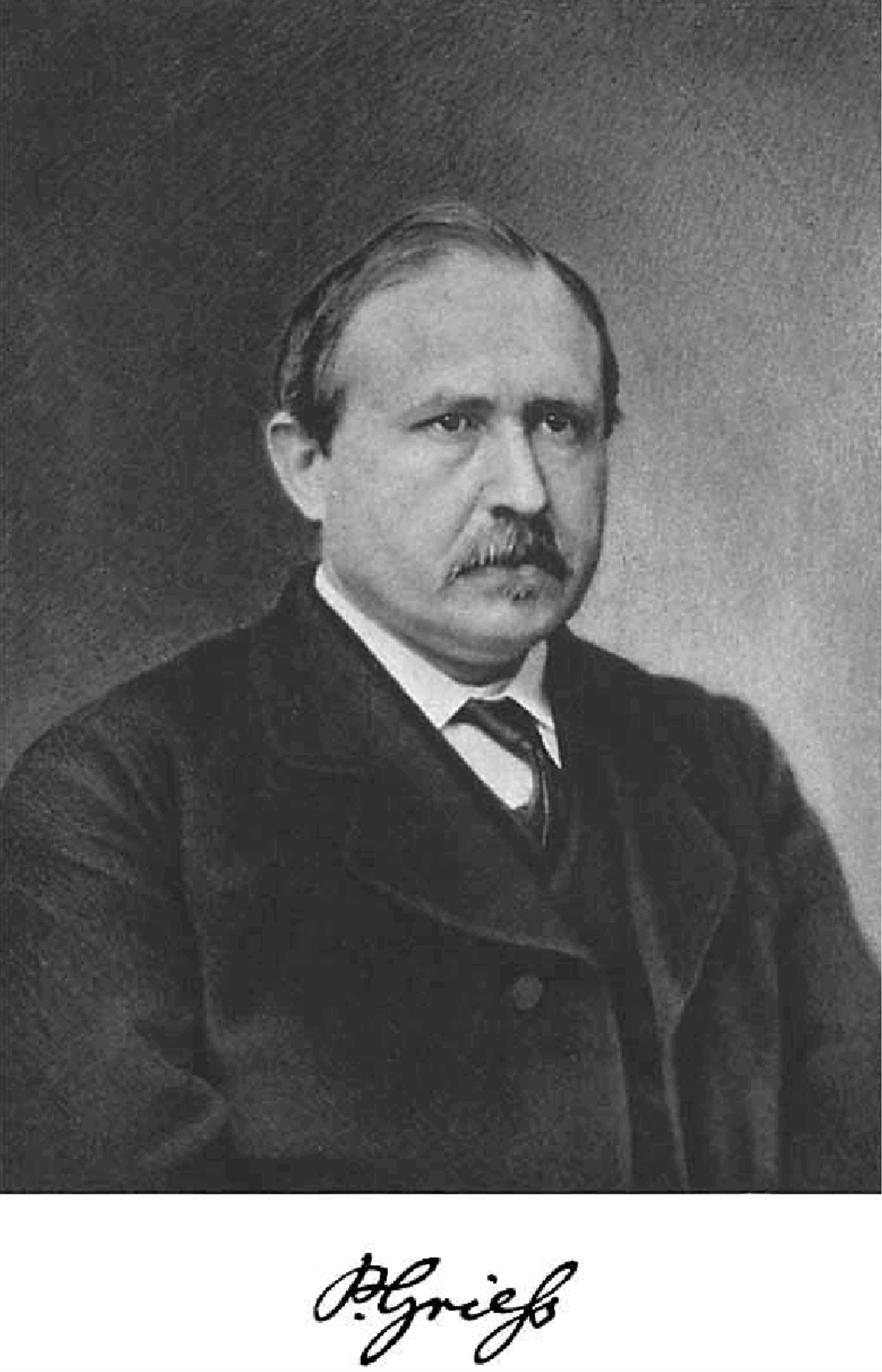
Peter Grieß (* 1829)
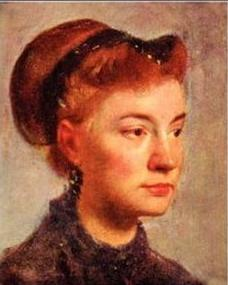
Maria Zakrzewska (* 1829)

- 1802: Alcide Dessalines d’Orbigny, französischer Zoologe, Paläontologe, Geologe, Archäologe und Anthropologe
- 1807: Ernst Hermann Arndt, deutscher Professor
- 1808: Abd el-Kader, algerischer Gelehrter und Freiheitskämpfer, Emir von Algerien
- 1809: Bruno Bauer, deutscher Philosoph
- 1810: Carl Fraas, deutscher Agrarwissenschaftler
- 1810: Ludwig Rotter, österreichischer Organist und Komponist
- 1811: James Melville Gilliss, US-amerikanischer Astronom und Marineoffizier
- 1813: Isaac Butt, irischer Rechtsanwalt, Wirtschaftswissenschaftler und Politiker
- 1813: John Cassin, US-amerikanischer Ornithologe
- 1814: Levin Schücking, deutscher Schriftsteller
- 1817ː Julie Traberth, deutsche Fröbelkindergärtnerin
- 1824: Friedrich Reindel, deutscher Scharfrichter
- 1826: Heinrich von Maltzan, deutscher Orientalist und Schriftsteller
- 1826: Leopold Ullstein, deutscher Industrieller und Verleger, Begründer des Ullstein-Verlages
- 1828: Christian Schlichter, deutscher Jurist und Politiker, MdL, Erster Bürgermeister von Wiesbaden
- 1829: Ignaz Dörr, deutscher Orgelbauer
- 1829: Harfenjule, Berliner Straßensängerin und Stadtoriginal
- 1829: Peter Grieß, deutscher Chemiker
- 1829: Rudolf Radecke, deutscher Komponist, Chorleiter und Musikpädagoge
- 1829ː Marie Zakrzewska, US-amerikanische Ärztin für Gynäkologie und Frauenrechtlerin
- 1837: Ernst Achtung, deutscher Kaufmann
- 1837: Charles-Joseph Bouchard, französischer Pathologe
- 1839: Carl Jonas Mylius, deutscher Architekt
- 1842: August Lindemann, deutscher Architekt, Stadtbauinspektor von Berlin
- 1850: Léon-Adolphe Amette, französischer Geistlicher, Erzbischof von Paris, Kardinal

#### 1851–1900
- 1851: Wilhelm Pelizaeus, deutscher Kaufmann und Bankier, spanischer Konsul in Ägypten
- 1852ː Mila Kupfer-Berger, österreichische Sängerin
- 1854: Max Wladimir von Beck, österreichischer Politiker, Ministerpräsident, Reichsrat
- 1854: Marie-Georges Picquart, französischer Offizier und Politiker, Kriegsminister, Beteiligter in der Dreyfus-Affäre
- 1855: Julius Stewart, US-amerikanischer Maler
- 1856: Archibald Hunter, britischer General
- 1856: Karl Ludwig Jühlke, deutscher Afrikaforscher
- 1857: Ernst Fabricius, deutscher Archäologe und Althistoriker
- 1857: Zelia Nuttall, US-amerikanische Archäologin und Anthropologin

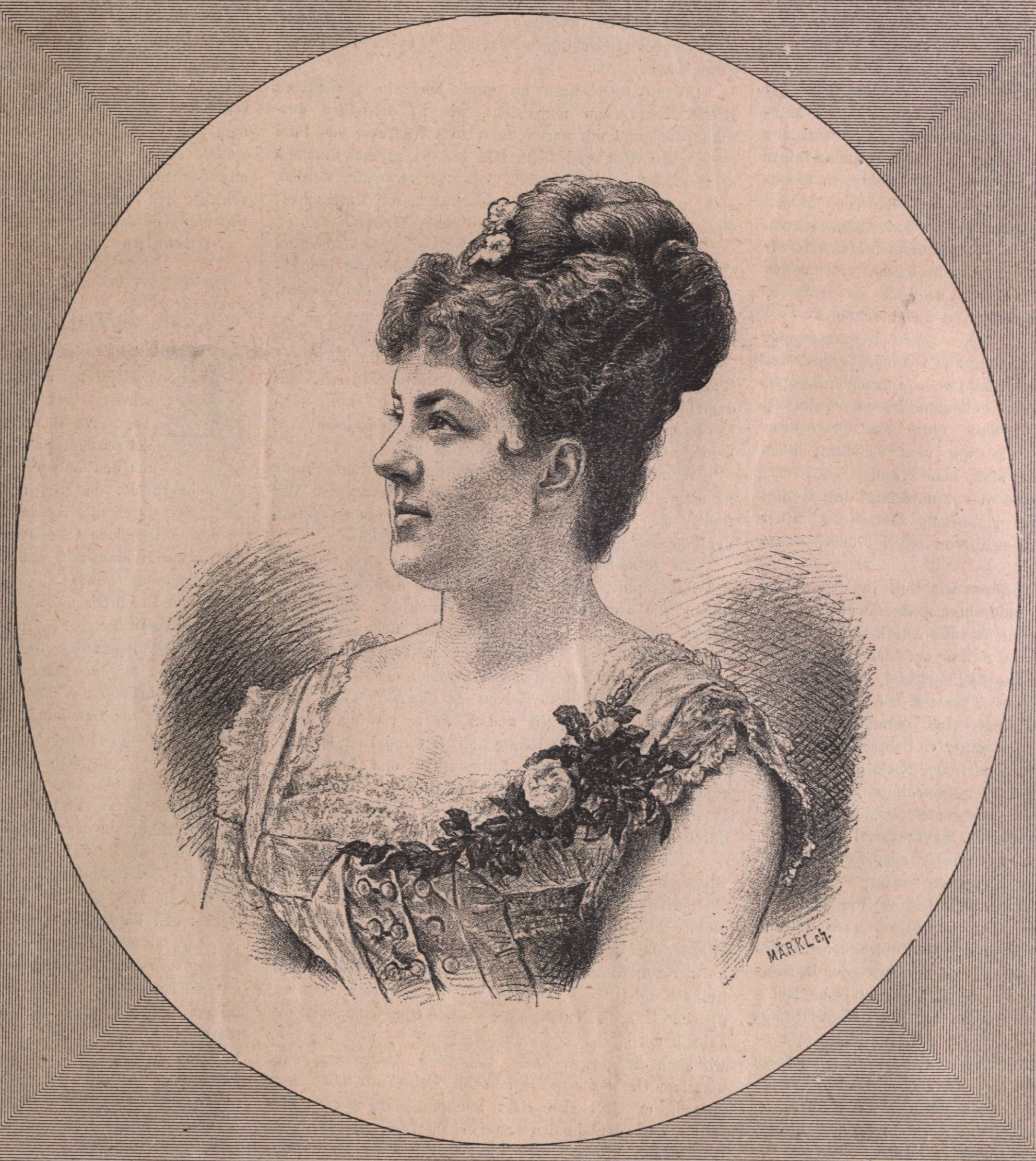
Mila Kupfer-Berger (* 1852)
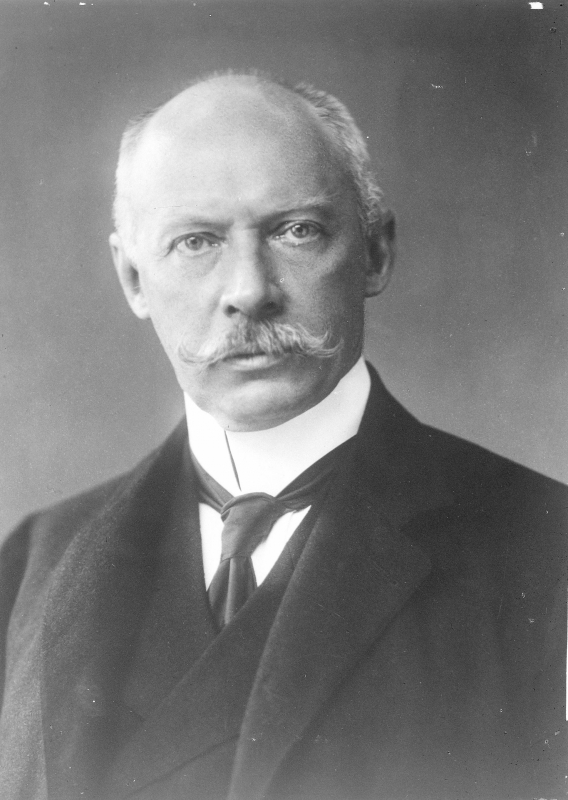
Max Wladimir von Beck (* 1854)
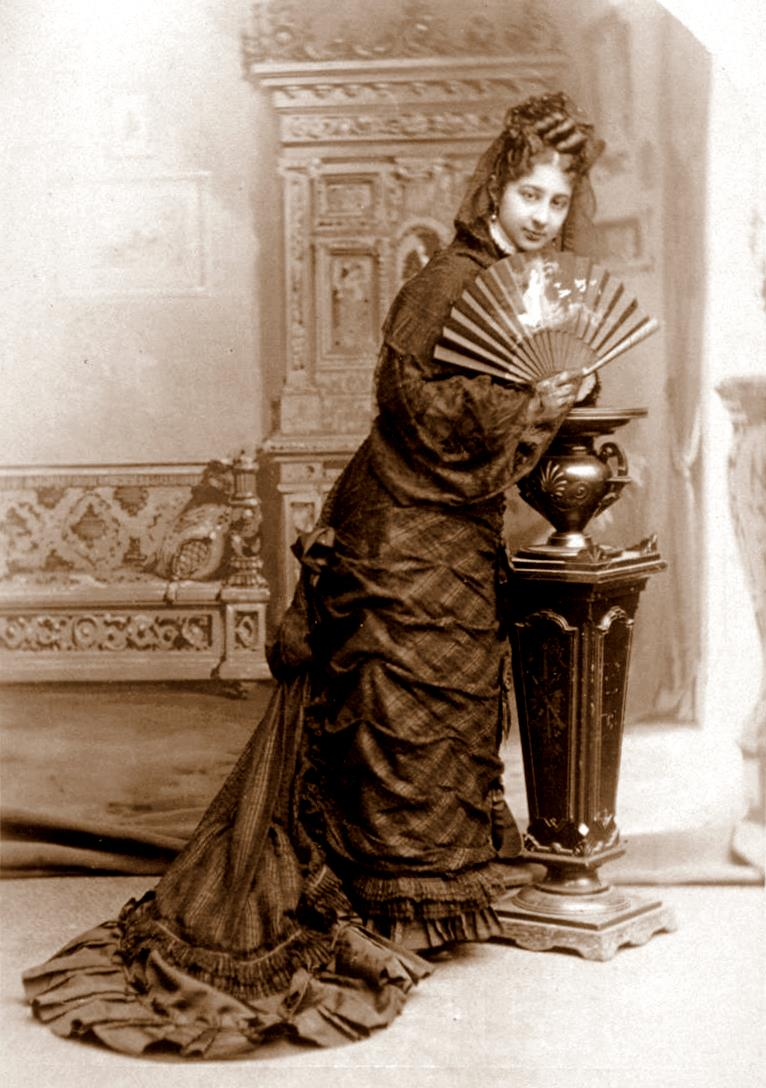
Zelia Nuttall (* 1857)
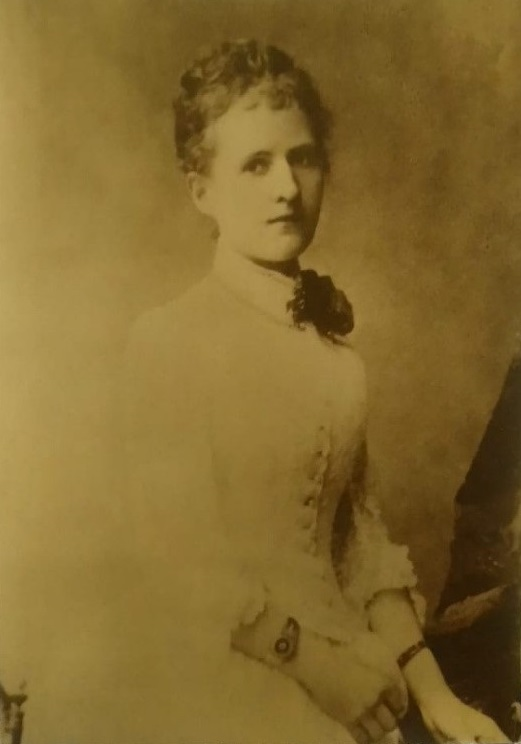
Martha Schroeder (* 1857)

- 1857ː Martha Schroeder, deutsche Pianistin
- 1860: Jane Addams, US-amerikanische Pazifistin, Nobelpreisträgerin
- 1860: Axel Holst, norwegischer Arzt
- 1862: Magnus Hofberg, schwedischer Instrumentenbauer und Unternehmer
- 1862: Sergei Alexandrowitsch Nilus, russischer Schriftsteller und Antisemit
- 1863: Otto von Greyerz, Schweizer Mundart-Schriftsteller und Professor für Sprache und Literatur
- 1867: Franciszek Brzeziński, polnischer Komponist
- 1868: Heinrich Häberlin, Schweizer Jurist und Politiker, Nationalratspräsident, Bundesrat
- 1869: Felix Salten, österreichischer Schriftsteller
- 1871: Montagu Norman, 1. Baron Norman, britischer Bankier
- 1871ː Marta Wolff, deutsche Fotografin, Opfer der Shoah
- 1872: Gerhard von Mutius, deutscher Diplomat
- 1873: Erich Köhler, deutscher Marineoffizier
- 1874: Alexander von Martius, deutscher Verwaltungsjurist
- 1875: Hermann Pistor, deutscher Mathematiker, Physiker und Optiker, Mitbegründer der modernen Augenoptik
- 1876: John James Rickard Macleod, kanadischer Physiologe
- 1876: Oswald Bieber, deutscher Architekt
- 1877: Buddy Bolden, US-amerikanischer Jazz-Musiker, Kornettist
- 1879: Max Schreck, deutscher Schauspieler
- 1879: Joseph Wirth, deutscher Politiker, MdL, MdR, Reichskanzler, Reichsminister
- 1880: Felix Huch, deutscher Arzt und Schriftsteller
- 1882: John Powell, US-amerikanischer Pianist und Komponist
- 1882: Paul Fischer, deutscher Fußballspieler
- 1883: Norman Birkett, 1. Baron Birkett, britischer Politiker und Jurist, stellvertretender Richter bei den Nürnberger Prozessen
- 1883: Giovanni Goccione, italienischer Fußballspieler
- 1884: Emerson Whithorne, US-amerikanischer Komponist
- 1885: Franz Theodor Csokor, österreichischer Schriftsteller
- 1888: Joseph P. Kennedy, US-amerikanischer Diplomat
- 1888: Bohuslav Leopold, tschechischer Komponist, Violinvirtuose und Musikverleger

Jane Addams (* 1860)
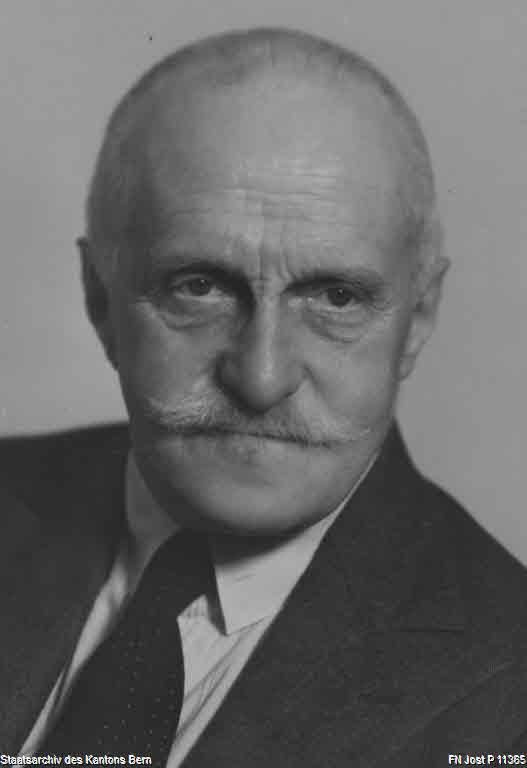
Otto von Greyerz (* 1863)
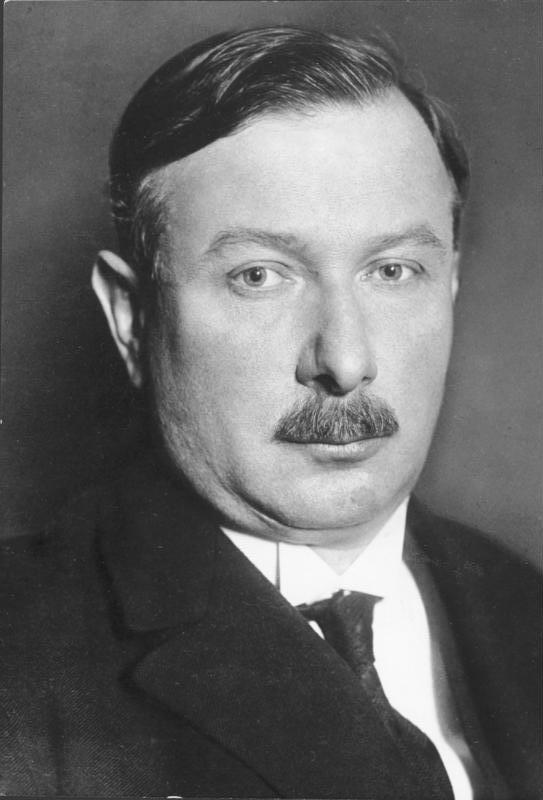
Joseph Wirth (* 1879)
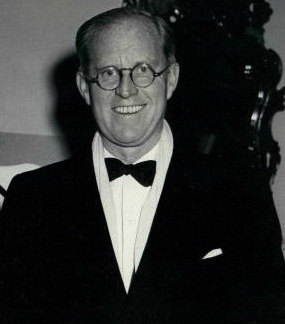
Joseph P. Kennedy (* 1888)
Herta Felden (* 1897)

- 1889: George Hively, US-amerikanischer Drehbuchautor und Filmeditor
- 1889: Pierre Malleveau, französischer Automobilrennfahrer
- 1890: Manfred Gurlitt, deutscher Autor und Komponist
- 1891: Johann Sebastian Dang, Gründer des Darmstädter Echos
- 1891: Yrjö Väisälä, finnischer Astronom und Meteorologe
- 1892: Edward Victor Appleton, britischer Physiker, Nobelpreisträger
- 1893: John W. Bricker, US-amerikanischer Politiker, Gouverneur von Ohio, Senator
- 1893: Claire Lee Chennault, US-amerikanischer Pilot
- 1894: Carl Grossberg, deutscher Maler
- 1894: Herbert J. Sadler, kanadischer Organist, Komponist und Musikpädagoge
- 1895: Walter Dornberger, deutscher Ingenieur, Chef des deutschen Raketenwaffen-Programms
- 1895: Rudolf Schumann, deutscher Volksschullehrer und Forscher
- 1896: Alwin Blaue, deutscher Maler und Graphiker, Bildhauer und Kunsthandwerker
- 1896: Karl August Wittfogel, deutscher Soziologe, Philosoph und Sinologe
- 1897ː Herta Felden, deutsche Schauspielerin, Holocaustopfer
- 1897: Emile Maret, französischer Automobilrennfahrer
- 1898: Boris Blinder, US-amerikanischer Cellist
- 1899: Emídio Guerreiro, portugiesischer Widerstandskämpfer und Politiker
- 1899: Billy Rose, US-amerikanischer Liedtexter, Showgeschäft-Impresario und Manager
- 1900: W. A. C. Bennett, kanadischer Politiker, Premierminister von British Columbia
- 1900: Julien Green, französischer Schriftsteller

### 20. Jahrhundert

#### 1901–1925

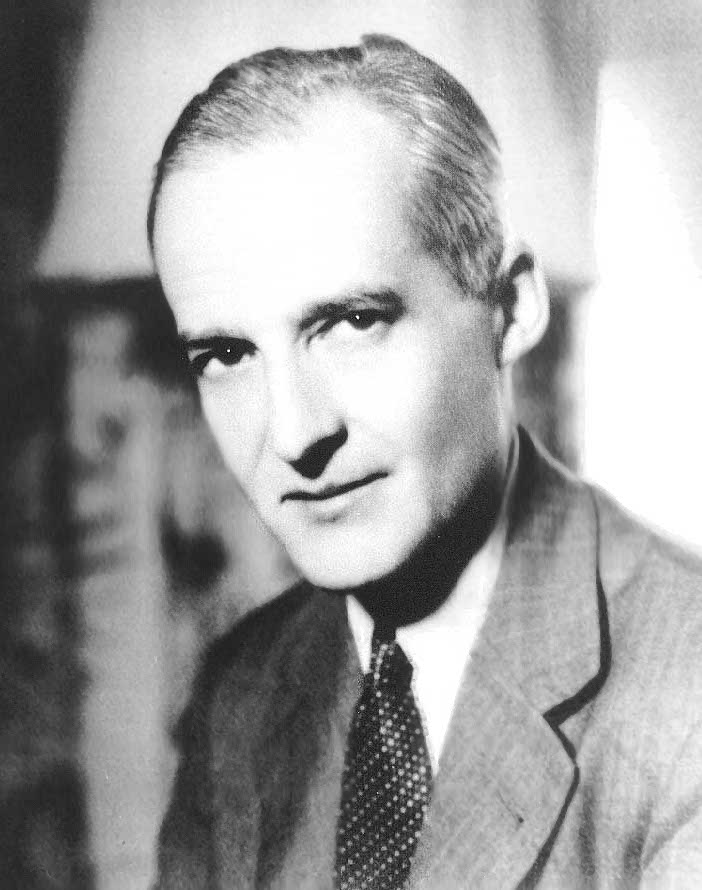
Luis Federico Leloir (* 1906)

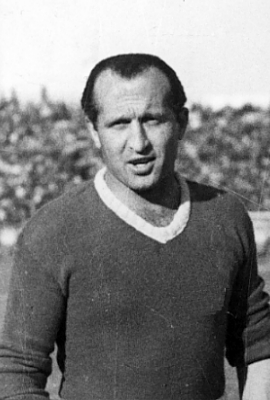
Miguel Andreolo (* 1912)

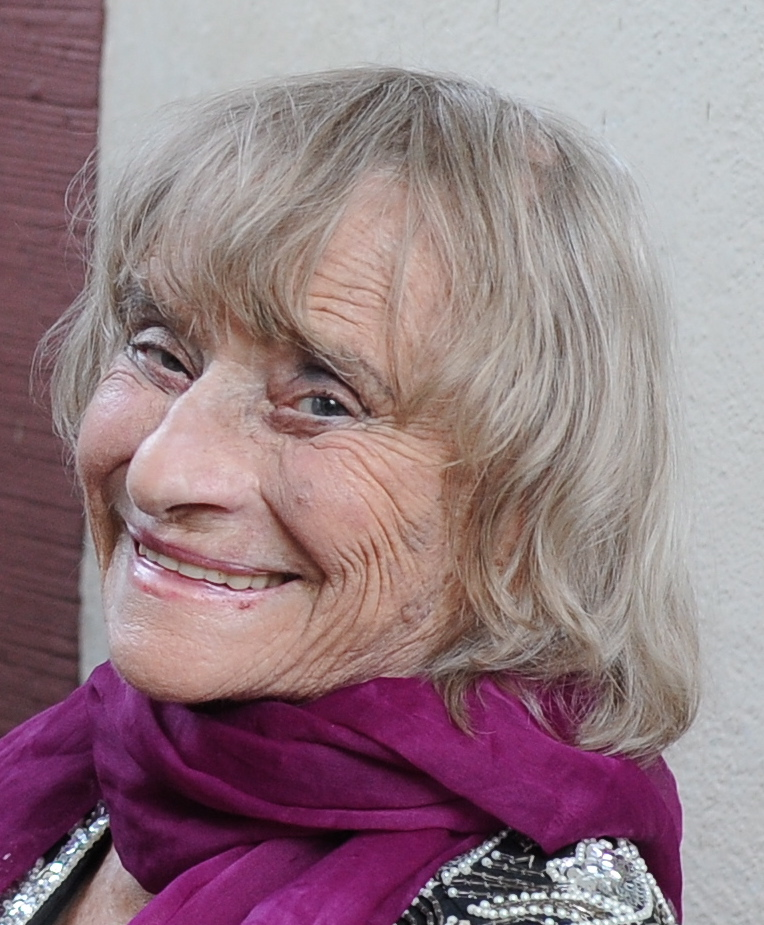
Trudi Gerster (* 1919)

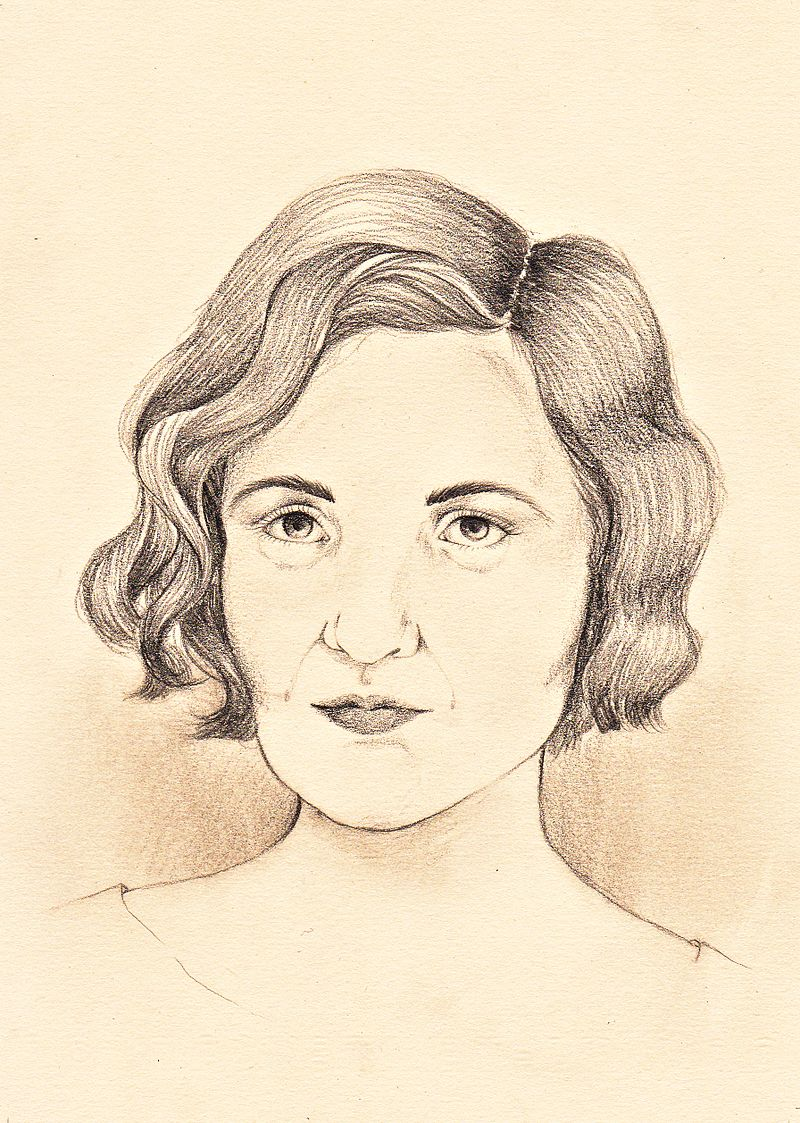
Carmen Laforet (* 1921)

- 1901: Wolfgang von Welck, deutscher Diplomat
- 1901: Wildcat Wilson, US-amerikanischer American-Football-Spieler
- 1902: Ella Trebe, deutsche Widerstandskämpferin
- 1903: W. Ross Ashby, britischer Psychiater, Biochemiker und Systemwissenschaftler, Pionier in der Kybernetik
- 1903: Pál Kadosa, ungarischer Komponist, Pianist und Klavierpädagoge
- 1905: Alfred Burger, US-amerikanischer Chemiker
- 1905: Walther Müller, deutscher Physiker
- 1906: Luis Federico Leloir, argentinischer Chemiker, Nobelpreisträger
- 1906: Max Müller, deutscher Philosoph
- 1908: Sara Barkin, kanadische Sängerin und Pianistin
- 1908: Max Danz, deutscher Arzt, Vorsitzender des Deutschen Leichtathletik-Verbandes
- 1908: Wladimir Alexandrowitsch Kotelnikow, russischer Mathematiker
- 1908: Alfred Schieske, deutscher Schauspieler
- 1909: Karl Kübel, deutscher Unternehmer und Stiftungsgründer
- 1909: Severino Minelli, Schweizer Fußballspieler
- 1910: Manuel Plá Cocco, dominikanischer Flötist, Geiger, Cellist, Musikpädagoge und Komponist
- 1911: Zeke Clements, US-amerikanischer Country-Musiker
- 1912: Miguel Andreolo, uruguayisch-italienischer Fußballspieler
- 1912: Hermann Junack, deutscher Forstmann
- 1912: Miguelito Valdés, kubanischer Sänger, Bandleader und Schauspieler
- 1913: Kenneth Kennedy, australischer Eisschnellläufer und -hockeyspieler
- 1913: Leônidas da Silva, brasilianischer Fußballspieler
- 1914: Hermann Person, deutscher Politiker
- 1915: Franz Josef Strauß, deutscher Politiker, Bundesminister
- 1917: Philipp Freiherr von Boeselager, deutscher Widerstandskämpfer
- 1917: Kurt Schober, deutscher Volkswirt, Verleger und Politiker, MdB
- 1917: Hilde Sommer, deutsche Leichtathletin
- 1918: Karl-Heinz Wachsmuth, deutscher Brigadegeneral des Heeres der Bundeswehr
- 1919: Trudi Gerster, Schweizer Schauspielerin, Märchenerzählerin und Politikerin
- 1921: Carmen Laforet, spanische Schriftstellerin
- 1922: Wolfgang Hofmann, deutscher Geiger, Komponist und Dirigent
- 1922: Hansheinrich Schmidt, deutscher Politiker, MdB
- 1922: Austin Wright, US-amerikanischer Autor
- 1923: Hubert Abreß, deutscher Verwaltungsbeamter

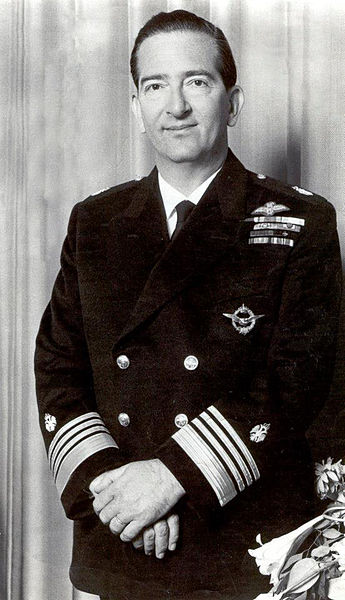
Peter II. (* 1923)

- 1923: Peter II., jugoslawischer König
- 1924: Fouad El Mouhandes, ägyptischer Schauspieler und Komödiant
- 1924: Inge Wolffberg, deutsche Kabarettistin und Schauspielerin
- 1925: Birgitte Federspiel, dänische Schauspielerin
- 1925: Andrea Camilleri, italienischer Schriftsteller
- 1925: Rudolf Genschow, deutscher Verwaltungsjurist
- 1925: Max Imdahl, deutscher Kunsthistoriker
- 1925: Jimmy Reed, US-amerikanischer Blues-Sänger und -Musiker
- 1925: Gert Schliephake, deutscher Zoologe
- 1925: Mariana Yampolsky, US-amerikanische Künstlerin

#### 1926–1950

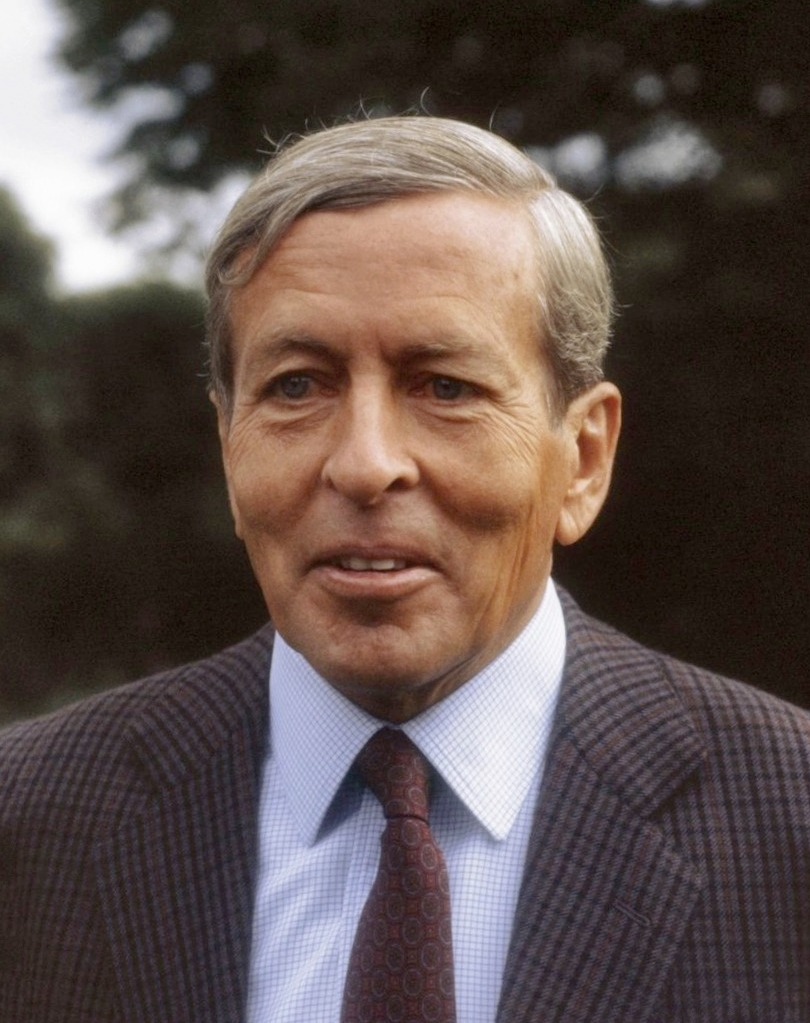
Claus von Amsberg (* 1926)

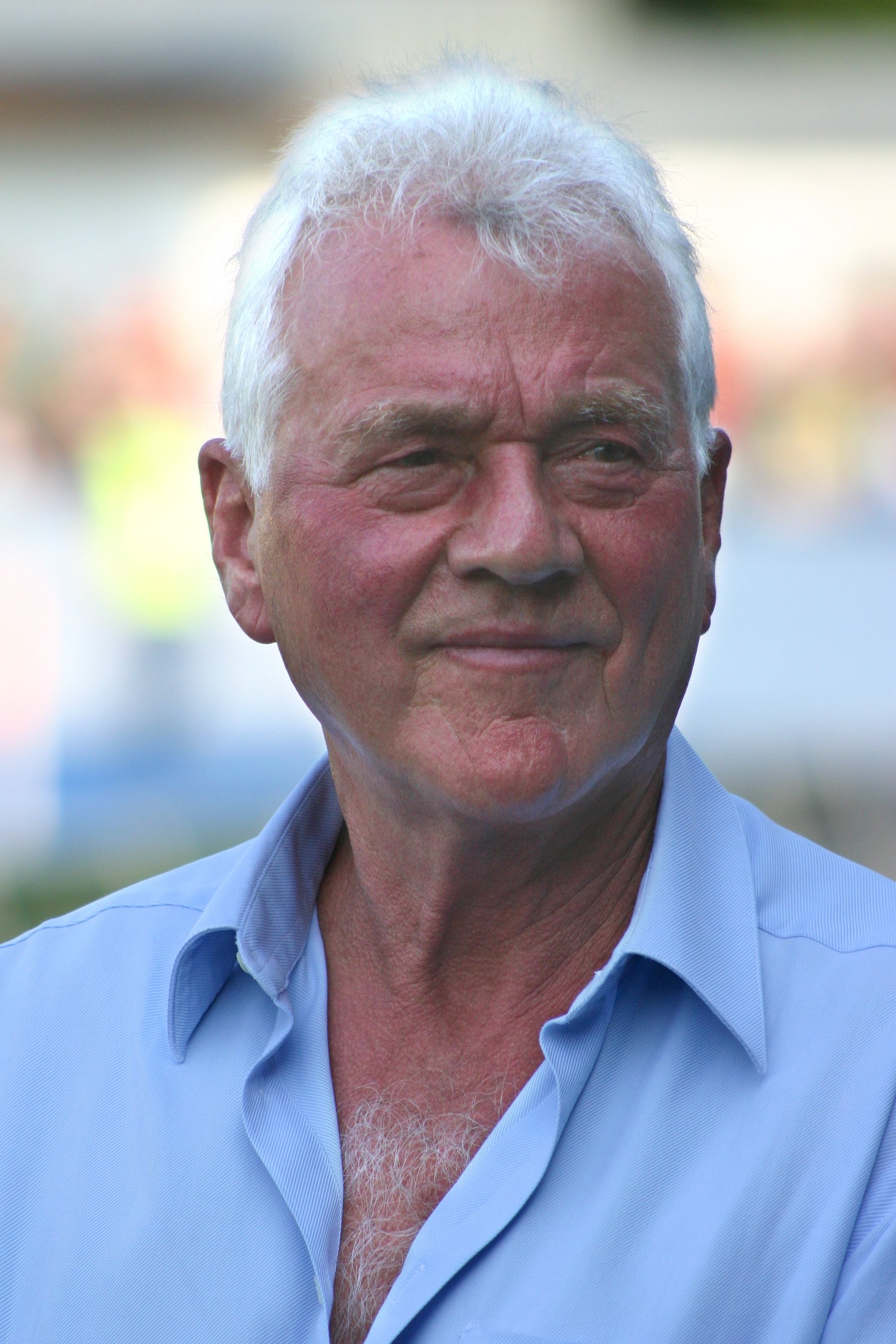
Frank Stronach (* 1932)

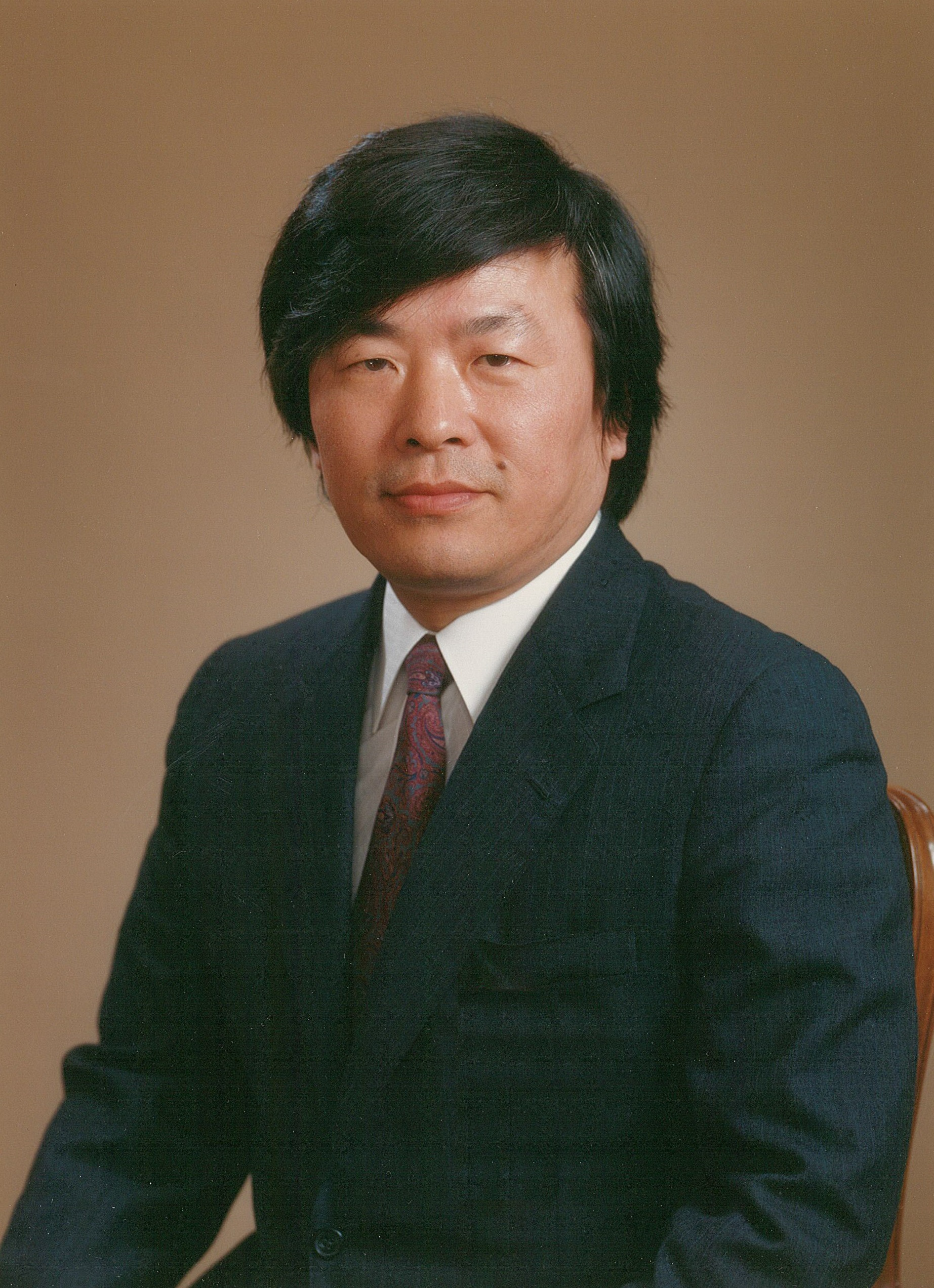
Susumu Tonegawa (* 1939)

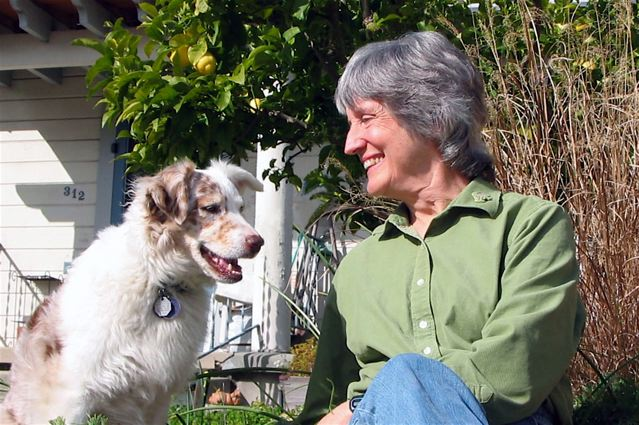
Donna Haraway (* 1944)

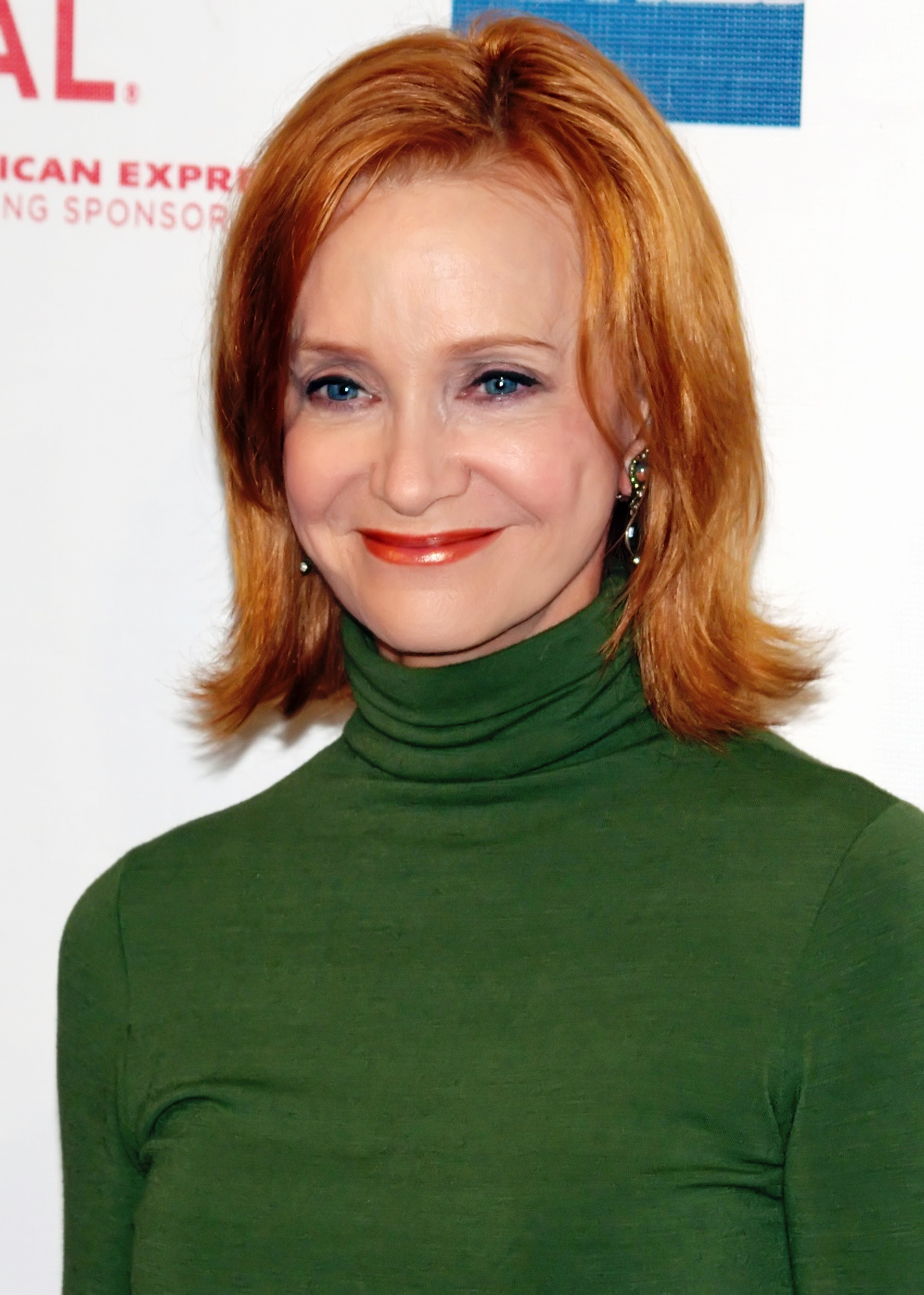
Swoosie Kurtz (* 1944)

- 1926: Claus von Amsberg, deutscher und niederländischer Adeliger, Ehemann von Königin Beatrix
- 1927: Peter Steiner, deutscher Schauspieler
- 1928: Jewgeni Fjodorowitsch Swetlanow, russischer Dirigent, Komponist und Pianist
- 1928: Robert M. Pirsig, US-amerikanischer Autor
- 1928: Rudolf Wladimirowitsch Pljukfelder, sowjetischer Gewichtheber
- 1928: Sigrid Roth, deutsche Schauspielerin
- 1929: Cyrus Atabay, persischer Schriftsteller
- 1929: Yash Johar, indischer Bollywood-Filmproduzent
- 1930: Salvatore De Giorgi, italienischer Kardinal und Erzbischof
- 1930: Willi Gruber, österreichischer Politiker
- 1931: Heidy Forster, schweizerisch-deutsche Schauspielerin
- 1932: Frank Stronach, österreichischer Unternehmer
- 1932: Gilles Tremblay, kanadischer Komponist
- 1933: Buzz Busby, US-amerikanischer Rockabilly- und Bluegrass-Musiker
- 1934: Paul Naschy, spanischer Schauspieler
- 1934: Peter Rück, deutscher Historiker
- 1935: Gion Antoni Derungs, Schweizer Komponist, Musiker und Musikpädagoge
- 1935: Bruno Jantoss, deutscher Regisseur
- 1935: Erich Schönbächler, Schweizer Biathlet
- 1935: Ultra Violet, französisch-US-amerikanische Schauspielerin und Künstlerin
- 1936: Anne Cuneo, Schweizer Schriftstellerin
- 1936: Paul Latussek, deutscher Politiker, Abgeordneter der Volkskammer, Vizepräsident des Bundes der Vertriebenen
- 1937: Wolf-Dieter Hauschild, deutscher Dirigent, Chorleiter, Intendant und Hochschullehrer
- 1937: Wolfgang Sand, deutscher Brigadegeneral, Unterabteilungsleiter im Bundesnachrichtendienst
- 1938: Spyros Simos Magliveras, griechischstämmiger US-amerikanischer Mathematiker und Informatiker
- 1938: Gerhard Sauder, deutscher Germanist und Literaturwissenschaftler
- 1939: Alojz Ajdič, slowenischer Komponist und Klarinettist
- 1939: Brigid Berlin, US-amerikanische Künstlerin und Schauspielerin
- 1939: David Allan Coe, US-amerikanischer Country-Musiker
- 1939: Susumu Tonegawa, japanischer Molekularbiologe, Nobelpreisträger
- 1940: Udo Arnold, deutscher Historiker und Hochschullehrer
- 1940: Jackie Trent, britische Sängerin, Songwriterin, und Schauspielerin
- 1941: Wilfried Härle, deutscher Theologe
- 1941: Micky Waller, britischer Schlagzeuger
- 1942: Dave Bargeron, US-amerikanischer Jazzposaunist und Tubist
- 1942: Hans Georg Huber, deutscher Unternehmer
- 1942: Heinz-Dieter Pohl, österreichischer Sprachwissenschaftler und Namenforscher
- 1943: Richard J. Roberts, britischer Biochemiker, Nobelpreisträger
- 1943: Roger Waters, britischer Musiker (Pink Floyd)
- 1944: Donna Haraway, US-amerikanische Philosophin
- 1944: Swoosie Kurtz, US-amerikanische Schauspielerin
- 1944: Wolfgang Steinmayr, österreichischer Radrennfahrer
- 1945: Faina Grigorjewna Melnik, sowjetisch-russische Diskuswerferin
- 1945: Gō Nagai, japanischer Manga-Zeichner
- 1945: Peter Fraps, deutscher Militärarzt
- 1947: Uli Aschenborn, namibischer Tiermaler
- 1947: Annette Faße, deutsche Politikerin, MdB
- 1947: Eduard Oswald, deutscher Politiker, MdL, MdB, Bundesbauminister, Bundestagsvizepräsident
- 1947: Klaus Jünschke, deutscher Terrorist (RAF)
- 1947: Sylvester James, US-amerikanischer Musiker
- 1948: Irena Andrukaitienė, litauische Politikerin
- 1948: Csaba Hegedűs, ungarischer Ringer
- 1949: Helmut Kuhne, deutscher Politiker, MdEP
- 1950: Charlie Nearburg, US-amerikanischer Unternehmer und Automobilrennfahrer
- 1950: Christoph Sramek, deutscher Musikhistoriker und -kritiker

#### 1951–1975

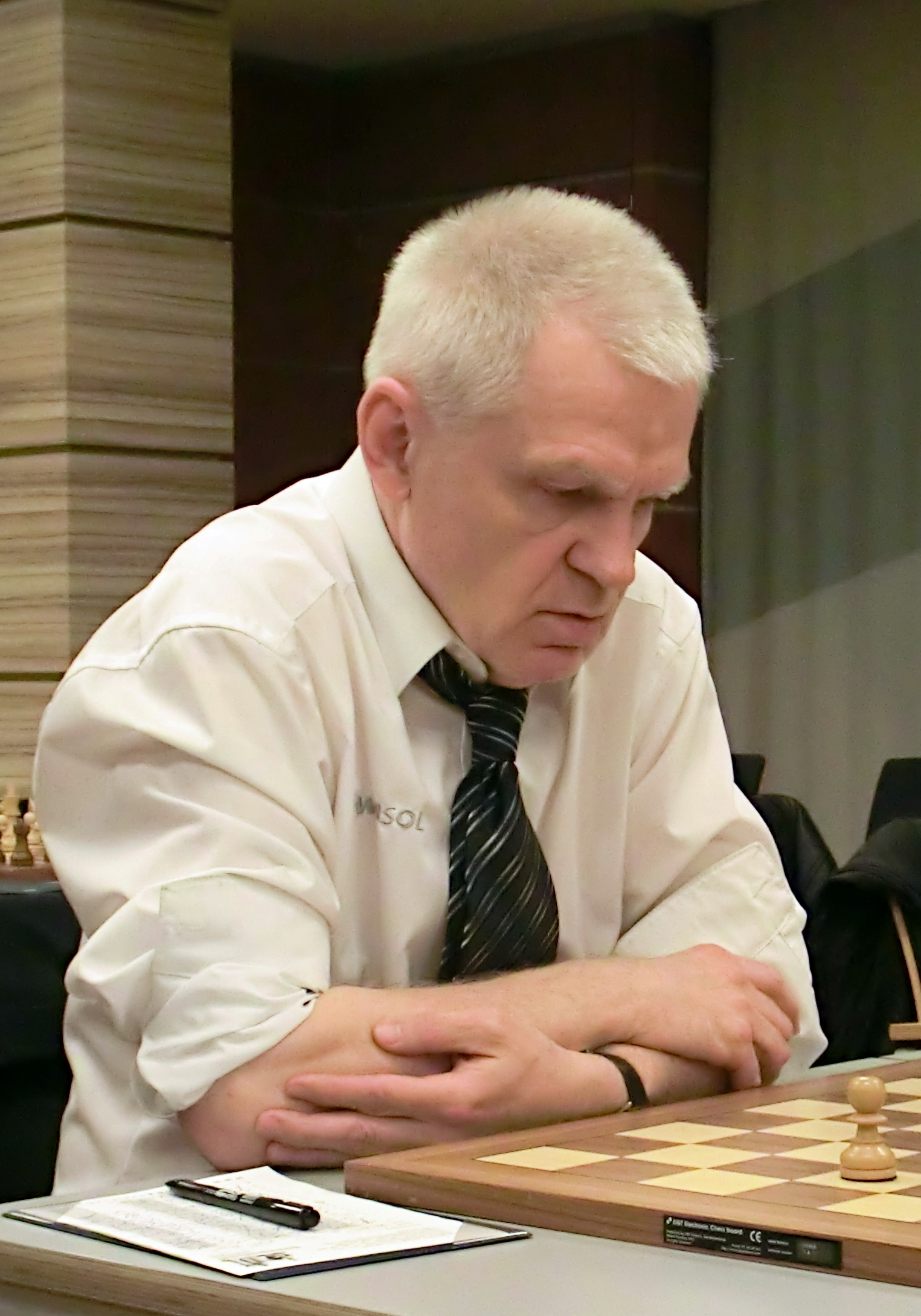
Zoltán Ribli (* 1951)

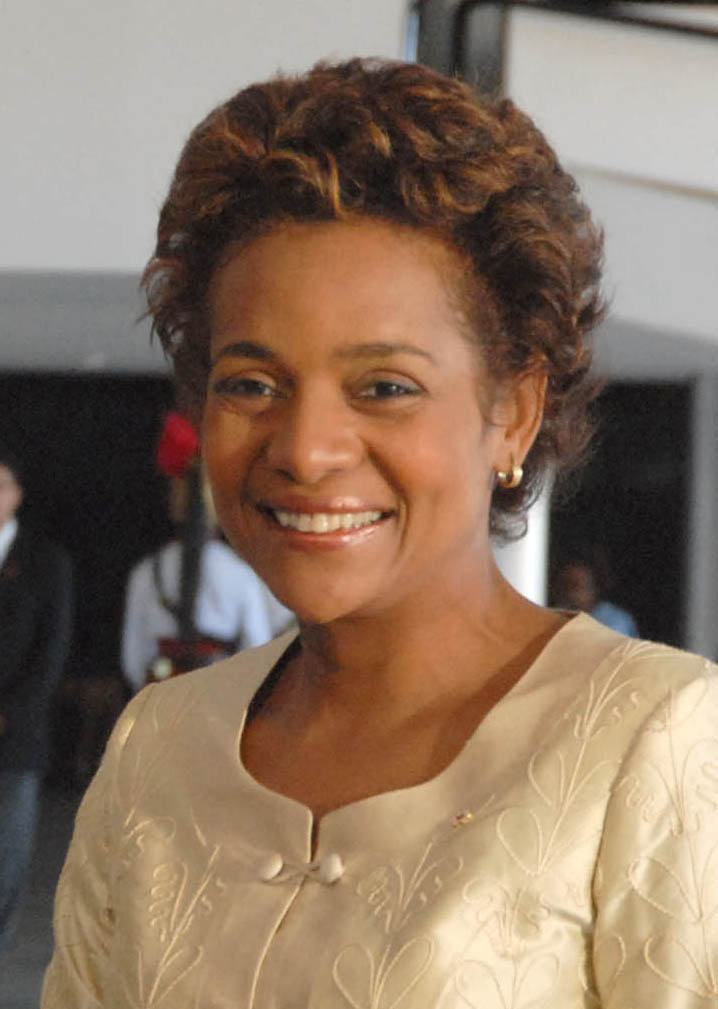
Michaëlle Jean (* 1957)

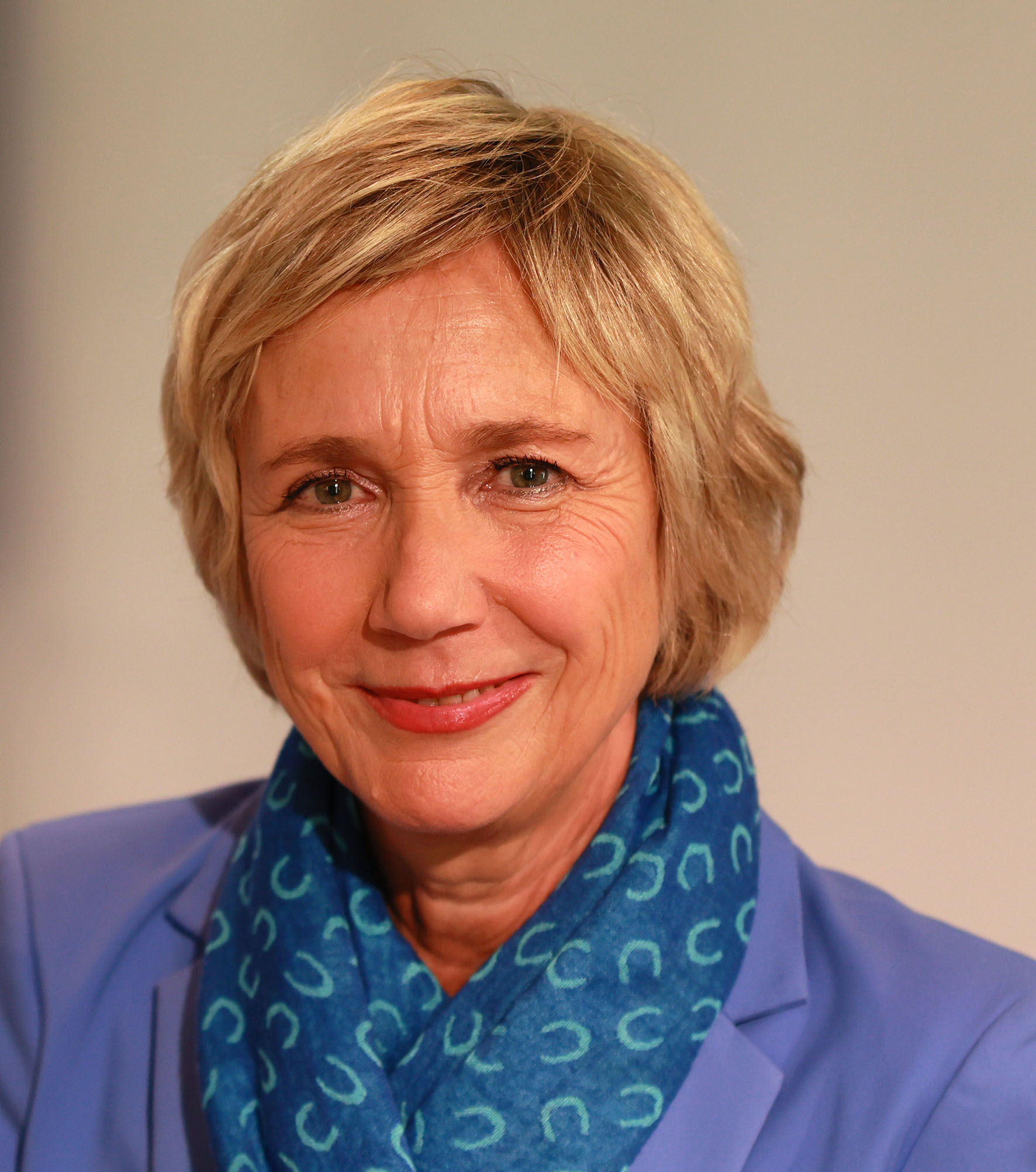
Amelie Fried (* 1958)

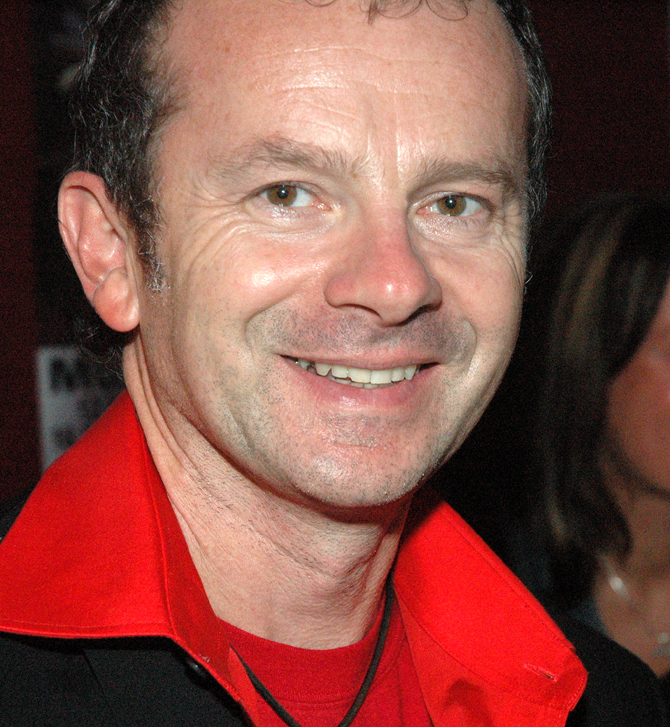
Willy Astor (* 1961)

- 1951: Zoltán Ribli, ungarischer Schachmeister
- 1952: Bernd Römer, deutscher Gitarrist und Rockmusiker
- 1952: Dominik Graf, deutscher Film- und Fernsehregisseur
- 1953: Gianbattista Baronchelli, italienischer Radrennfahrer
- 1953: Herwig Mitteregger, deutscher Schlagzeuger und Sänger
- 1953ː Patti Yasutake, US-amerikanische Schauspielerin
- 1954: Georgi Tadschijewitsch Agsamow, sowjetischer Schachmeister
- 1954: Carly Fiorina, US-amerikanische Managerin
- 1955: Carl E. Walz, US-amerikanischer Astronaut
- 1955: Endo Anaconda, Schweizer Musiker und Schriftsteller
- 1956: Denis Morin, französischer Automobilrennfahrer
- 1957: José Sócrates, portugiesischer Politiker, Ministerpräsident
- 1957: Michaëlle Jean, kanadische Politikerin und Journalistin
- 1958: Thomas Boller, deutscher Astrophysiker
- 1958: Amelie Fried, deutsche Moderatorin und Schriftstellerin
- 1958: Reinhard Seehafer, deutscher Dirigent, Komponist und Pianist
- 1959: Rosette, französische Schauspielerin, Filmemacherin und Autorin
- 1960: Detlev Glanert, deutscher Komponist
- 1960: Stephan Engels, deutscher Fußballspieler
- 1961: Pål Waaktaar-Savoy, norwegischer Musiker
- 1961: Willy Astor, deutscher Kabarettist, Musiker und Komponist
- 1962: Holger Fach, deutscher Fußballspieler und -trainer
- 1962: Klaus Bodenmüller, österreichischer Leichtathlet
- 1963: Geert Wilders, niederländischer Politiker
- 1963: Ivan Hašek, tschechischer Fußballspieler und -trainer
- 1963: Mark Chesnutt, US-amerikanischer Country-Sänger
- 1964: Michael Schneider, Schweizer Komponist und Musikwissenschaftler
- 1964: Rosie Perez, US-amerikanische Schauspielerin
- 1965: Darren Clark, australischer Leichtathlet
- 1965: Wynand Havenga, südafrikanischer Dartspieler
- 1966: Emil Boc, rumänischer Wissenschaftler und Politiker
- 1966: Andreas Hahn, deutscher Fußballspieler

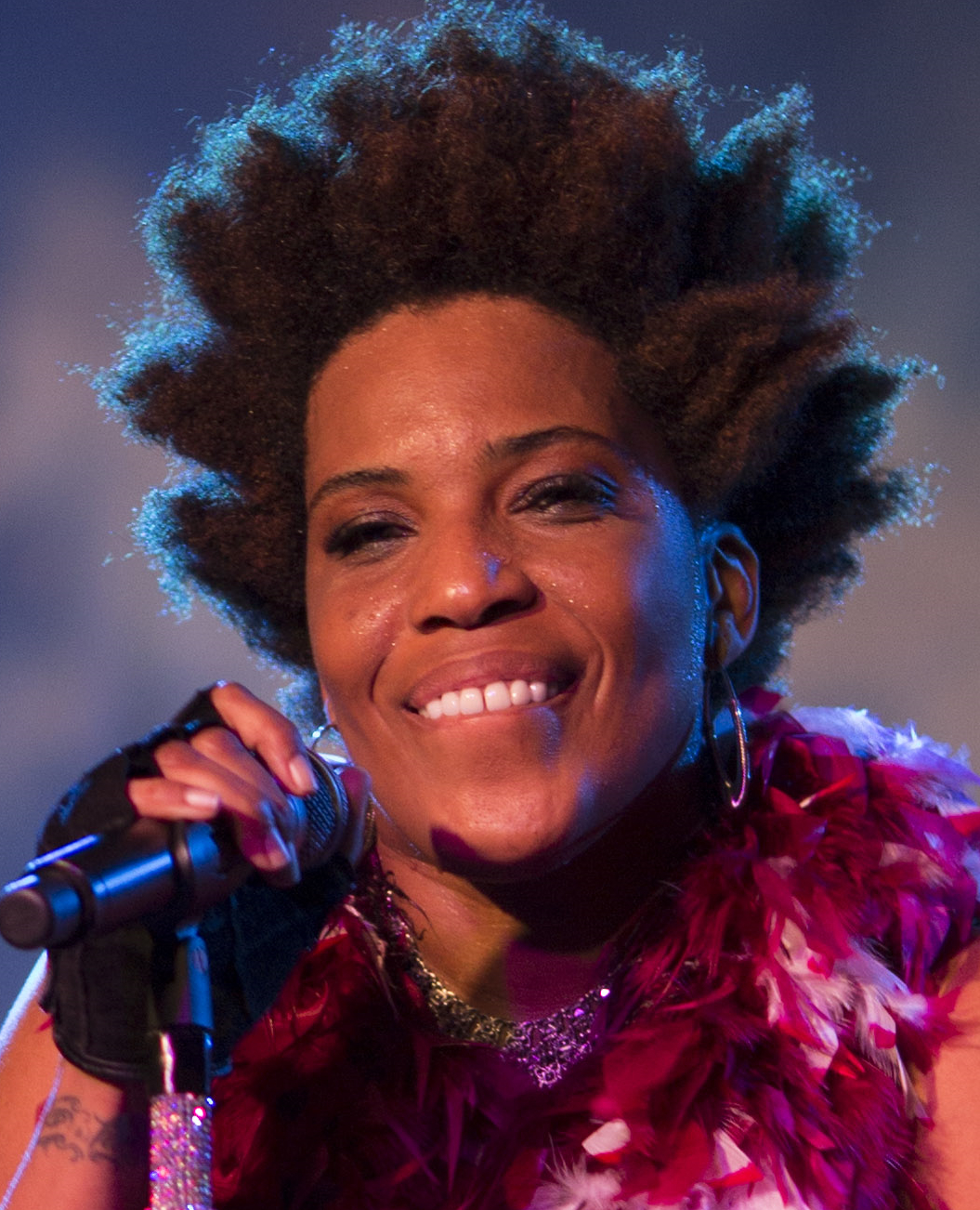
Macy Gray (* 1967)

- 1967: Macy Gray, US-amerikanische Sängerin
- 1967: Matthias Zimmerling, deutscher Fußballspieler
- 1968: Jennifer Goolsbee, US-amerikanische Eiskunstläuferin
- 1968: Bruno Risi, Schweizer Bahnradrennfahrer
- 1969: Rokko Ramirez, österreichischer DJ
- 1970: Stéphane Guivarc’h, französischer Fußballspieler
- 1971: Leila K., schwedische Popsängerin
- 1971: Dolores O’Riordan, irische Sängerin und Songschreiberin
- 1972: Eugene Hütz, ukrainischer Musiker und Schauspieler
- 1972: Carsten Spengemann, deutscher Fernsehmoderator
- 1972: China Miéville, britischer Schriftsteller
- 1972: Justina Machado, US-amerikanische Schauspielerin
- 1972: Anika Noni Rose, US-amerikanische Schauspielerin und Sängerin
- 1973: Carlo Cudicini, italienischer Fußballspieler
- 1973: Greg Rusedski, britischer Tennisspieler
- 1974: Tim Henman, britischer Tennisspieler
- 1974: Nina Persson, schwedische Sängerin und Songschreiberin
- 1975: Patrick Fischer, Schweizer Eishockeyspieler und -trainer
- 1975: Sylvie Becaert, französische Biathletin

#### 1976–2000
- 1976: Rodolfo Cázares, mexikanischer Dirigent und Pianist

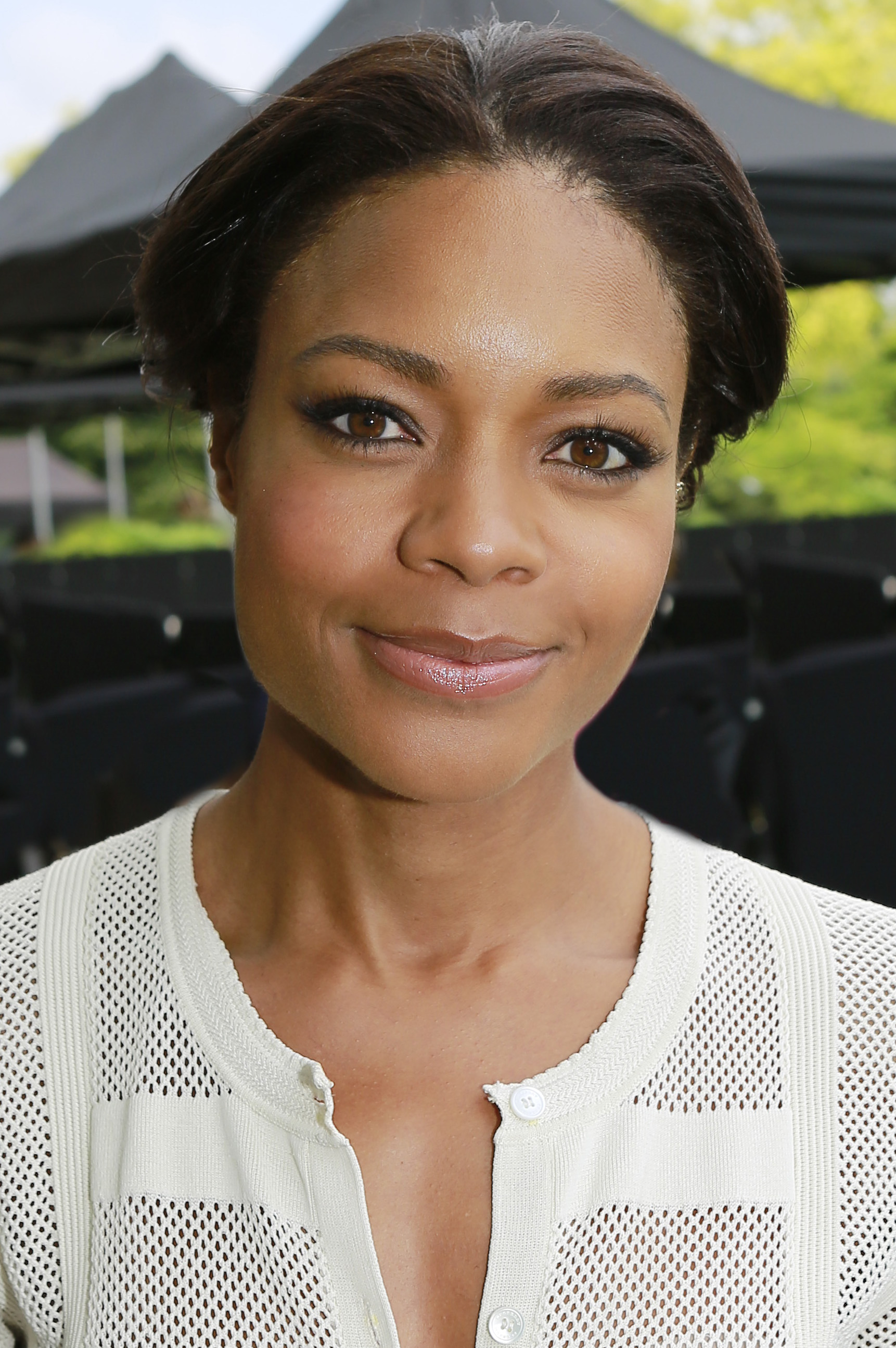
Naomie Harris (* 1976)

- 1976: Naomie Harris, britische Filmschauspielerin
- 1977: Katalin Novák, ungarische Politikerin, Staatspräsidentin Ungarns
- 1978: Marlain Angelidou, griechische Sängerin
- 1978: Ufuk Ateş, türkischer Fußballspieler und -trainer
- 1978: Foxy Brown, US-amerikanische Rapperin
- 1978: Curse, deutscher Rapper
- 1978: Homare Sawa, japanische Fußballspielerin
- 1978: Peter van Huffel, kanadischer Jazz-Musiker
- 1979: Johan Berisha, Schweizer Fußballspieler
- 1979: Alexandre, portugiesischer Fußballspieler
- 1979: Annika Liebs, deutsche Schwimmerin
- 1979: Massimo Maccarone, italienischer Fußballspieler
- 1979: Christian Pampel, deutscher Volleyballspieler
- 1979: Rajesh Pawar, indischer Cricketspieler

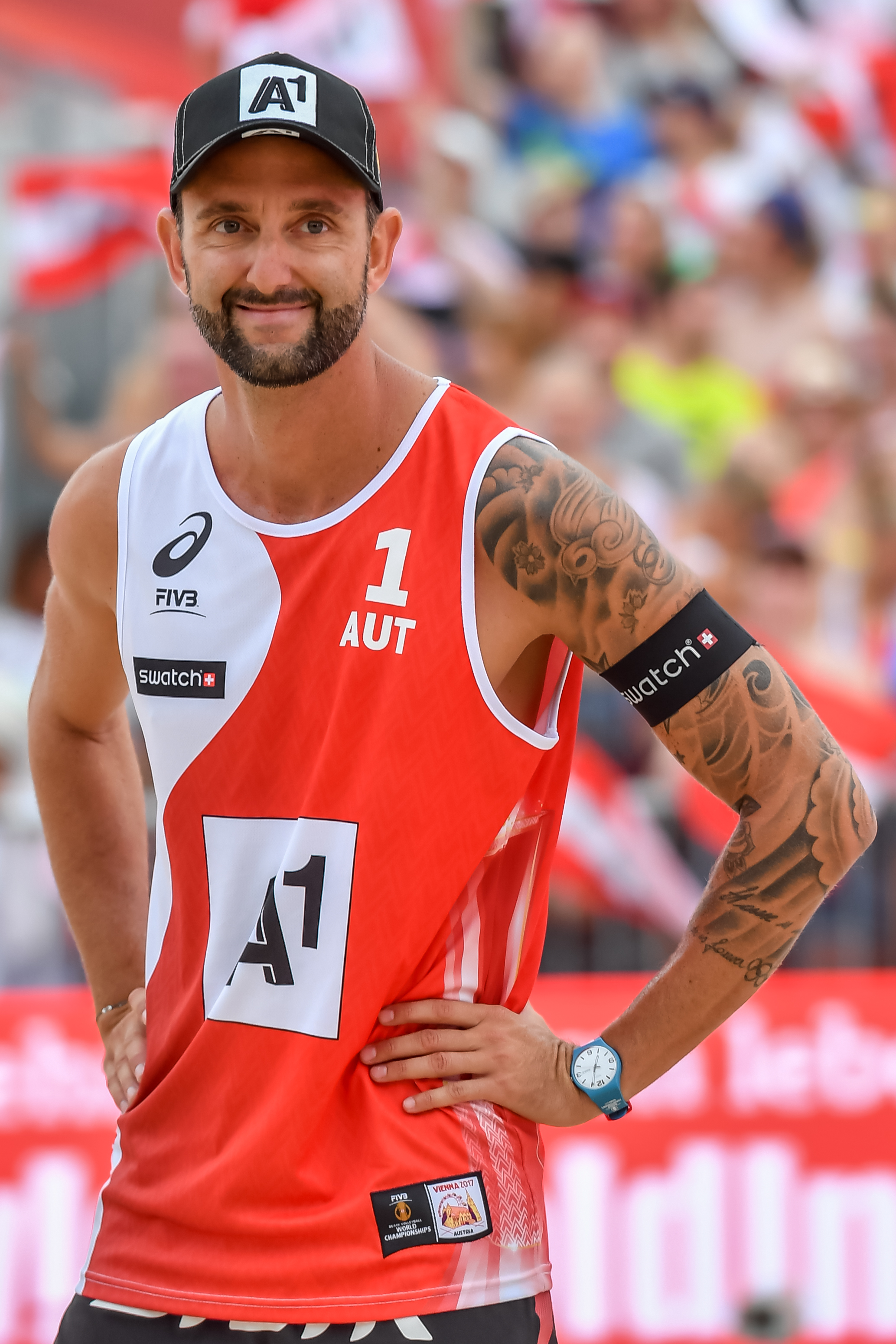
Clemens Doppler (* 1980)

- 1980: Clemens Doppler, österreichischer Beachvolleyballspieler
- 1980: Kerry Katona, britische Sängerin, Schauspielerin, Autorin und Fernsehmoderatorin
- 1980: Samuel Peter, nigerianischer Boxer
- 1980: Joseph Yobo, nigerianischer Fußballspieler
- 1981: Yūki Abe, japanischer Fußballspieler
- 1981: Søren Larsen, dänischer Fußballspieler
- 1981: Chris Raaber, österreichischer Wrestler
- 1981: Sarah Schindler, deutsche Sängerin und Schauspielerin

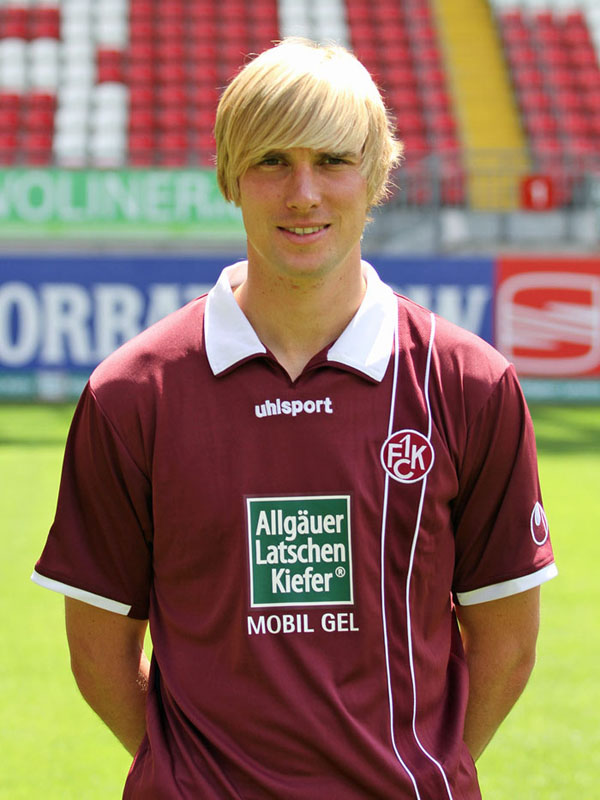
Martin Amedick (* 1982)

- 1982: Martin Amedick, deutscher Fußballspieler
- 1982: Hans Petrat, deutscher Skispringer
- 1983: Pippa Middleton, Schwester von Catherine Mountbatten-Windsor, Duchess of Cambridge
- 1984: Luc Abalo, französischer Handballspieler
- 1984: Thomas Dekker, niederländischer Radrennfahrer
- 1984: Pernille Holst Holmsgaard, dänische Handballspielerin
- 1984: Andraž Kirm, slowenischer Fußballspieler
- 1984: Jonathan Müller, deutscher Schauspieler
- 1985: Ali Ashfaq, maledivischer Fußballspieler
- 1985: Simon Baumgarten, deutscher Handballspieler
- 1986: Baschi, Schweizer Popsänger
- 1986: Loïc Collomb-Patton, französischer Freestyle- und Freeride-Skier
- 1986: Thomas Lüthi, Schweizer Motorradrennfahrer
- 1986: Patrick Seletzky, österreichischer Schauspieler
- 1987: Tijani Belaid, tunesischer Fußballspieler
- 1987: Andrea Lekić, serbische Handballspielerin
- 1989: Ljudmila Jurjewna Aksenenko, russische Naturbahnrodlerin
- 1989: Mikael Appelgren, schwedischer Handballspieler

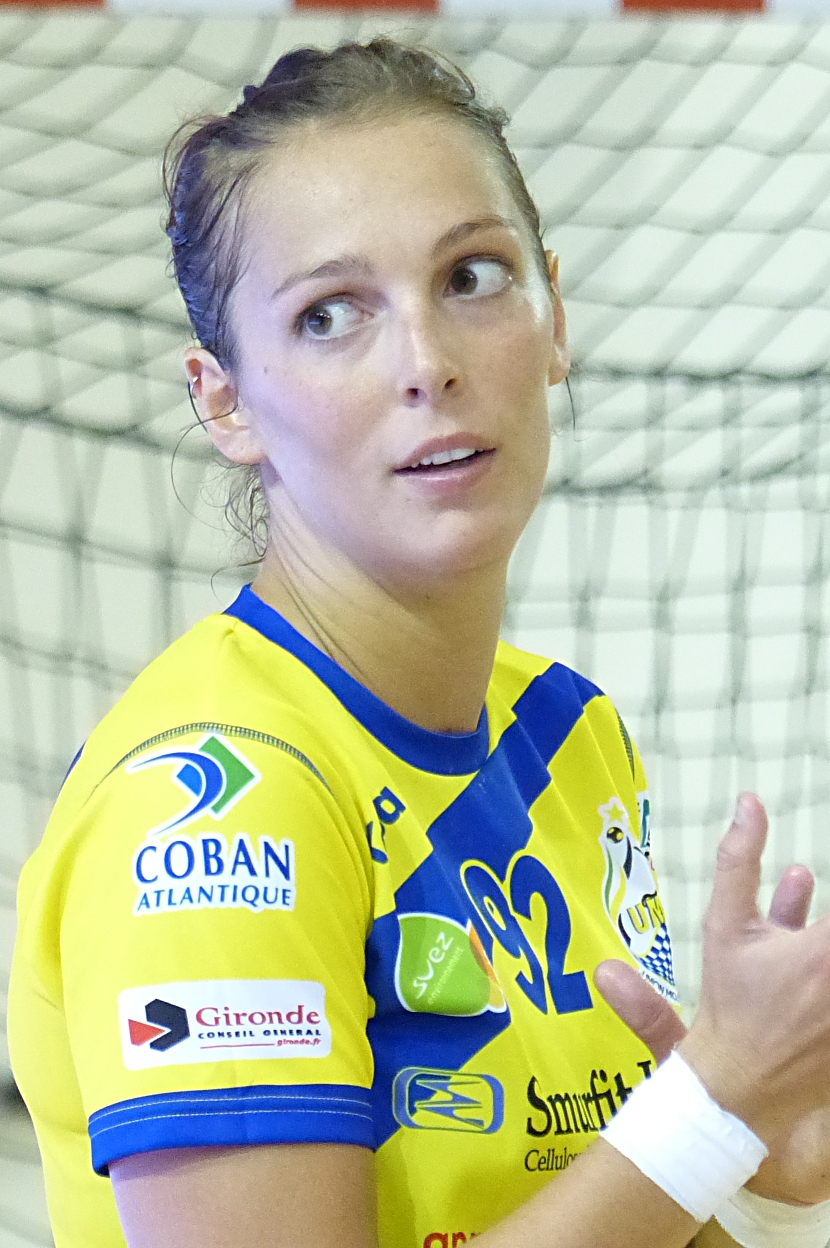
Audrey Deroin (* 1989)

- 1989: Audrey Deroin, französische Handballspielerin
- 1989: Hannah John-Kamen, britische Schauspielerin
- 1990: Marco Sørensen, dänischer Automobilrennfahrer
- 1990: Maximilian Beister, deutscher Fußballspieler
- 1990: John Wall, US-amerikanischer Basketballspieler
- 1991: Gerrit Klein, deutscher Schauspieler
- 1992: Mantas Armalis, litauischer Eishockeytorwart
- 1992: Lisa Eckhart, österreichische Poetry-Slammerin und Kabarettistin
- 1992: Shavez Hart, bahamaischer Leichtathlet
- 1993: Jack Haig, australischer Radrennfahrer
- 1993: Neville Tjiueza, namibischer Fußballspieler
- 1994: Erich Berko, deutscher Fußballspieler
- 1994: Lucas Wolf, deutscher Automobilrennfahrer
- 1995: Tommaso Sala, italienischer Skirennläufer
- 1995: Bertrand Traoré, burkinischer Fußballspieler
- 1996: René Casselly, deutscher Zirkus-Artist
- 1996: Lana Rhoades, US-amerikanisch-slowenische Pornodarstellerin
- 1997: Stefanie Fleckenstein, kanadische Skirennläuferin
- 1999: Charlotte Weihl, deutsche Weinkönigin 2024/25
- 2000: Camille Bened, französische Biathletin

### 21. Jahrhundert
- 2001: Freya Allan, britische Schauspielerin
- 2003: Faye Montana, deutsche Schauspielerin und Sängerin

## Gestorben

### Vor dem 16. Jahrhundert
- 0394: Eugenius, weströmischer Kaiser
- 0952: Suzaku, Tennō von Japan
- 0957: Liudolf, Herzog von Schwaben
- 0972: Johannes XIII., Papst
- 1032: Rudolf III., König von Burgund
- 1092: Konrad I., böhmischer Herzog
- 1132: Sophie von Istrien, Gräfin von Andechs
- 1234: Milon de Nanteuil, Bischof von Beauvais
- 1301: Gregor von Waldek, Bischof von Prag
- 1302: John de St John, englischer Adeliger und Diplomat
- 1311: Arnaldus de Villanova, spanischer Arzt
- 1398: John de Clinton, 3. Baron Clinton, englischer Adeliger und Politiker
- 1415: Peter Mauley, 5. Baron Mauley, englischer Adeliger
- 1416: Hartmann von Werdenberg-Sargans, Bischof von Chur
- 1459: Katharina von Nassau-Beilstein, Gräfin von Hanau
- 1466: Henri Arnaut de Zwolle, flämischer Arzt und Astronom
- 1475: Adolf II. von Nassau, Erzbischof von Mainz

### 16. bis 18. Jahrhundert
- 1511: Ashikaga Yoshizumi, japanischer Shogun
- 1511: Wilhelm III./IV., Herzog von Berg und als Wilhelm IV. Herzog von Jülich sowie Graf von Ravensberg
- 1527: Marx Treitzsaurwein, österreichischer Hofbeamter, Geheimschreiber Maximilians I. und Rat Karls V., Kanzler von Niederösterreich
- 1529: Jörg Blaurock, führende Persönlichkeit des frühen Täufertums
- 1547: Tommaso Badia, italienischer Dominikaner und Kardinal der katholischen Kirche
- 1553: Juan de Homedes, Großmeister des Malteserordens
- 1559: Benvenuto Tisi Garofalo, italienischer Maler
- 1564: Jacques de Clèves, Herzog von Nevers, Graf von Rethel und Eu
- 1566: Ambrosius Schlumpf, Bürgermeister von St. Gallen

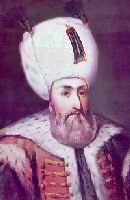
Süleyman I. († 1566)

- 1566: Süleyman I., Sultan des Osmanischen Reiches
- 1585: Luca Cambiaso, italienischer Maler
- 1607: Johann Zanger der Jüngere, deutscher Jurist
- 1634: Friedrich III., Markgraf von Brandenburg-Ansbach
- 1644: Bruno III. von Mansfeld, Oberstjägermeister in habsburgischen Diensten
- 1652: Philipp Alegambe, Jesuit und Historiker
- 1654: Christian I., Pfalzgraf von Bischweiler
- 1670: Cai von Ahlefeldt, deutscher Diplomat und General

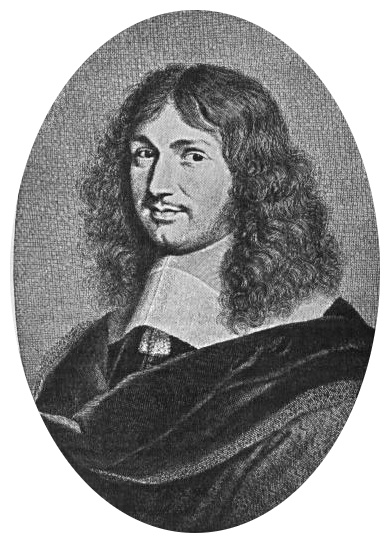
Jean-Baptiste Colbert († 1683)

- 1683: Jean-Baptiste Colbert, französischer Staatsmann
- 1691: Burkhardt von Berlepsch, deutscher Jurist und Verwaltungsbeamter
- 1693: Odoardo II. Farnese, Sohn des Herzogs Ranuccio II. Farnese von Parma und Piacenza
- 1699: Shikano Buzaemon, japanischer Rakugo-Meister
- 1703: Andreas Austen, deutscher reformierter Theologe, Gräzist und Orientalist
- 1704: Francesco Provenzale, neapolitanischer Komponist
- 1710: Zacharias Steinel, kursächsischer evangelisch-lutherischer Theologe und Pastor, mehrfacher Magister
- 1713: François-Séraphin Regnier-Desmarais, französischer Diplomat, Dichter, Philologe, Romanist, Grammatiker und Übersetzer
- 1715: Basilius Petritz, Kreuzkantor in Dresden
- 1719: Carlo Cignani, italienischer Maler
- 1720: Hugo Franz von Königsegg-Rothenfels, Bischof von Leitmeritz
- 1721: Georg Wolfgang Wedel, deutscher Mediziner und Alchimist
- 1727: Ernst Friedrich von Windisch-Graetz, Staatsmann in Diensten der Habsburger und des Heiligen Römischen Reiches, Reichshofratspräsident
- 1739: Heinrich von Huyssen, deutscher Diplomat und Berater Peter des Großen
- 1739: Conrad von Ranck, schwedischer und hessen-kasselscher Generalleutnant sowie Gouverneur der Festung Rheinfels
- 1759: Laurids de Thurah, dänischer Architekt, Baumeister, Architekturhistoriker und Topograf
- 1766: Archibald Bower, schottischer Jesuit, Protestant, Historiker und Philosoph
- 1771: Matthias Klostermayr, bayerischer Wilderer und Räuber („bayerischer Hiasl“)
- 1776: Johann Boumann, deutscher Baumeister
- 1780: Françoise Basseporte, französische Malerin
- 1789: Emmanuel-Félicité de Durfort, Marschall von Frankreich
- 1791: Gebhard Friedrich Ludolph von Angern, preußischer Landrat und Gutsbesitzer

### 19. Jahrhundert
- 1802: Richard Spaight senior, US-amerikanischer Politiker
- 1808: Louis-Pierre Anquetil, französischer Historiker
- 1811: Johann Georg Lehmann, deutscher Geodät und Kartograf
- 1812: Franz Volkmar Reinhard, deutscher evangelischer Theologe
- 1823: Johann Heinrich Voigt, deutscher Mathematiker, Astronom und Physiker
- 1828: Theodorus Bailey, US-amerikanischer Politiker
- 1828: Johann Benedikt Ernst Wegmann, deutscher Orgel- und Instrumentenbauer
- 1830: Charles Pole, britischer Admiral
- 1832: Charles Meynier, französischer Maler
- 1838: Karl Friedrich Hipp, deutscher Pädagoge und Mathematiker
- 1843: Jean-François Vuarin, Schweizer römisch-katholischer Geistlicher
- 1855: Eduard Seuffert, österreichischer Klavierbauer
- 1870: Cowper Phipps Coles, britischer Ingenieur und Marineoffizier
- 1871: Ludwig Dindorf, deutscher Altphilologe
- 1871: James Ferguson Dowdell, US-amerikanischer Rechtsanwalt und Politiker
- 1871: Mehmed Emin Ali Pascha, osmanischer Staatsmann
- 1873: Harald Ackermann, deutscher Mediziner
- 1880: Edwin Oppler, deutscher Architekt
- 1885: Edme Charles Philippe Lepère, französischer Staatsmann
- 1885: Narcís Monturiol, spanischer Ingenieur und Erfinder

### 20. Jahrhundert

#### 1901–1950

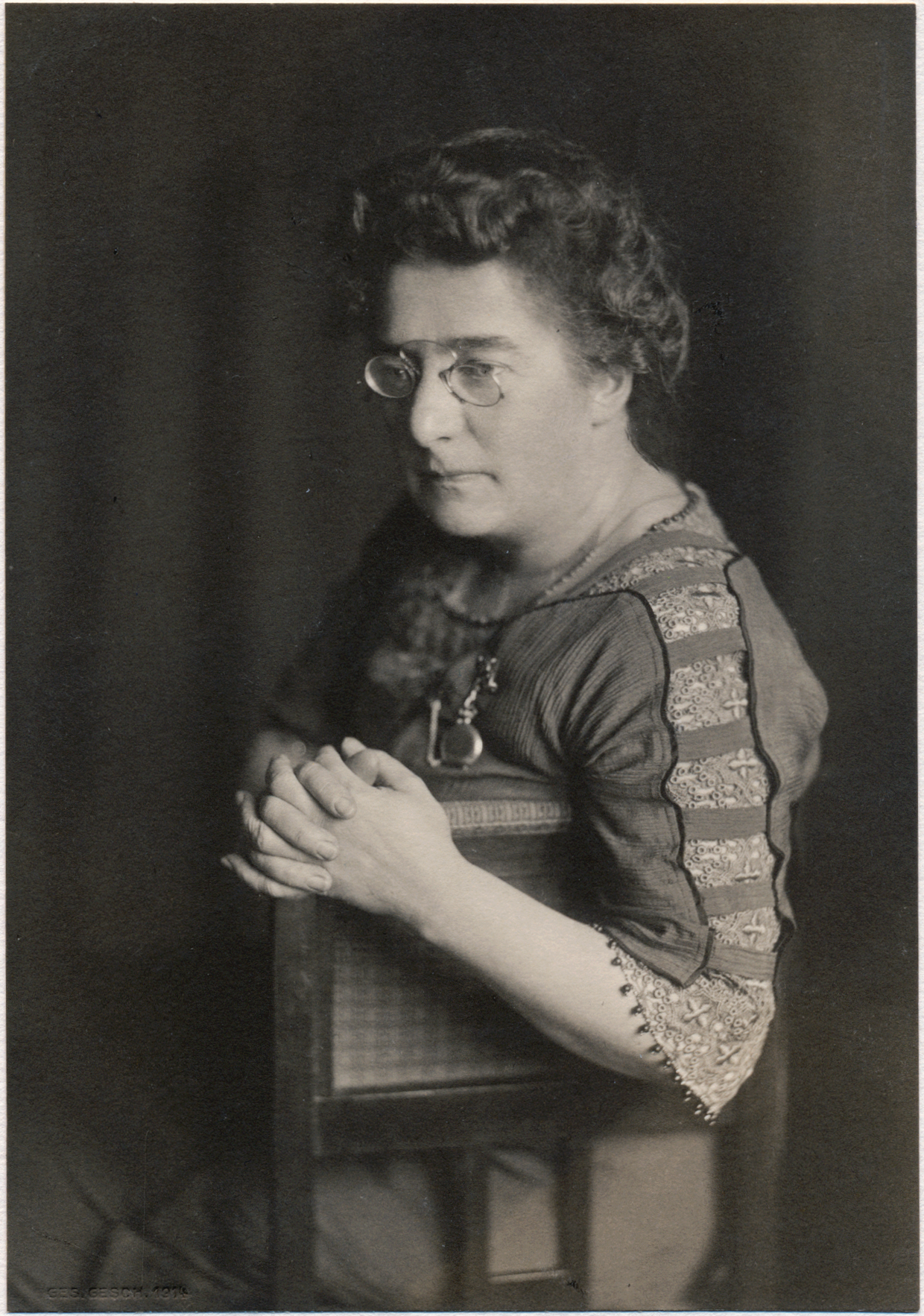
Adeline Rittershaus-Bjarnason († 1924)

- 1902: Frederick Augustus Abel, britischer Chemiker
- 1903: Alban Lipp, deutscher Lehrer, Kirchenmusiker und Komponist
- 1904: János Czecz, österreichisch-ungarischer Militärtechniker, Offizier und Freiheitskämpfer
- 1905: Jānis Līcis, lettischer Priester und orthodoxer Märtyrer
- 1907: Bartholomeus van Ommeren, niederländischer Redakteur und Anarchist
- 1910: Elías Fernández Albano, chilenischer Politiker
- 1910: Franz Schauerte, deutscher römisch-katholischer Priester und Autor
- 1911: Paul d’Ivoi, französischer Schriftsteller
- 1914: Emil Rausch (Offizier), deutscher Offizier und Kolonialbeamter
- 1915: Otto Kitzler, deutscher Dirigent und Cellist
- 1921: José Benjamin Zubiaur, argentinischer Pädagoge
- 1924ː Adeline Rittershaus, deutsche Philologin und Germanistin
- 1924: Marie Valerie von Österreich, österreichische Kaisertochter

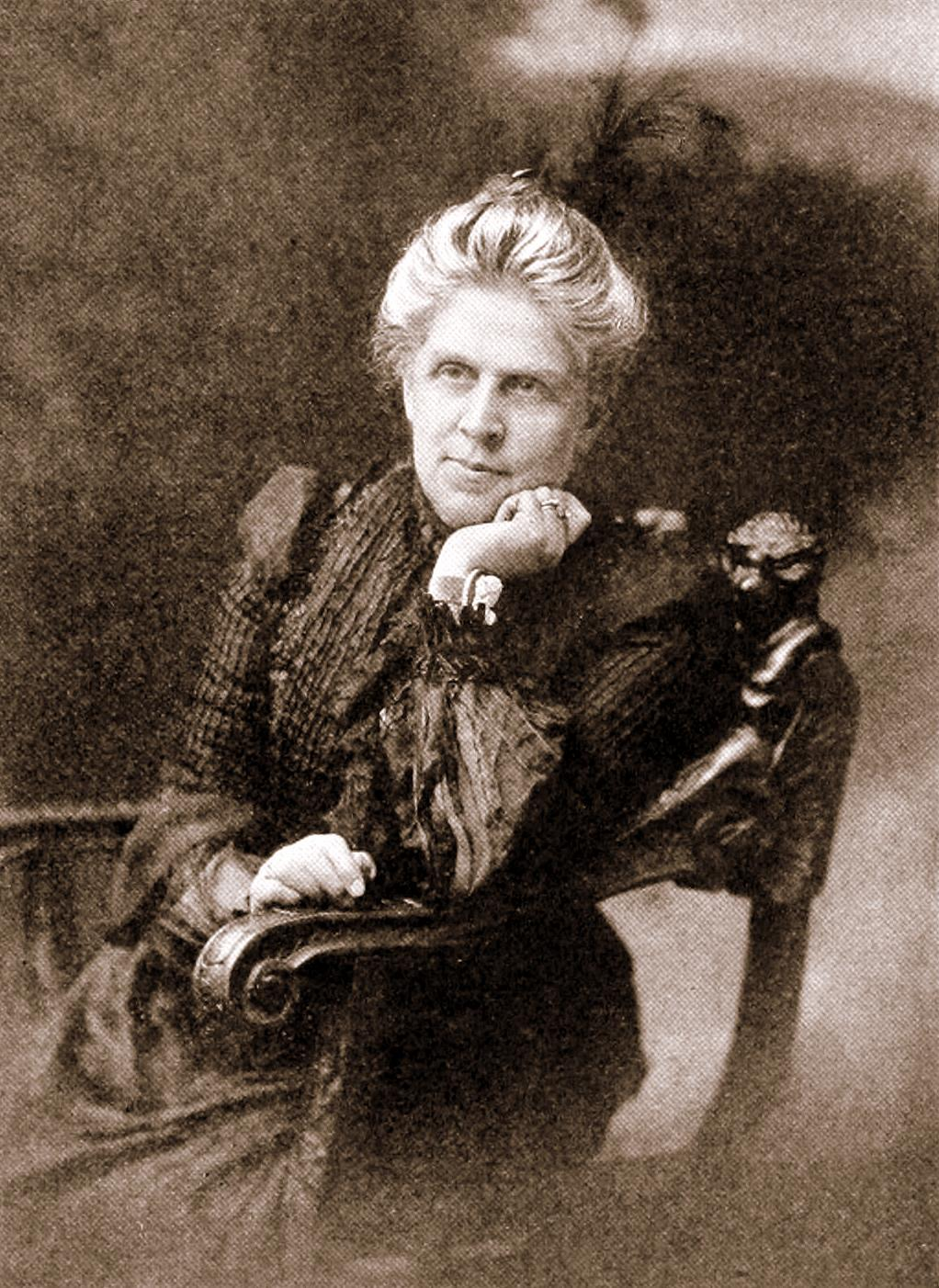
Harriet Williams Russell Strong († 1926)

- 1926: Harriet Williams Russell Strong, US-amerikanische Erfinderin, Naturschützerin und Frauenrechtlerin
- 1930: Abraham Mozes Reens, niederländischer Anarchist
- 1936: Cornelius Osten, deutscher Kaufmann und Botaniker
- 1937: Henry Kimball Hadley, US-amerikanischer Komponist
- 1937: Hugo Frederik Nierstrasz, niederländischer Zoologe
- 1938: Johnny Hindmarsh, britischer Automobilrennfahrer und Flieger
- 1939: Wilhelm Vogelsang, deutscher Unternehmer in Essen
- 1942ː Hilde Koch, deutsche Malerin und Illustratorin, Holocaustopfer
- 1943: Omar Cáceres, chilenischer Lyriker
- 1943: Dé Kessler, niederländischer Fußballspieler
- 1945: John S. McCain senior, US-amerikanischer Admiral der Navy
- 1945: Josef Pfitzner, sudetendeutscher Historiker und Kriegsverbrecher
- 1946: Alfred Körte, deutscher Altphilologe
- 1946: Erich Sichting, deutscher Sportfunktionär, Politiker und Widerstandskämpfer
- 1947: Paul Guthnick, deutscher Astronom
- 1950: Olaf Stapledon, britischer Science-Fiction-Autor

#### 1951–1975

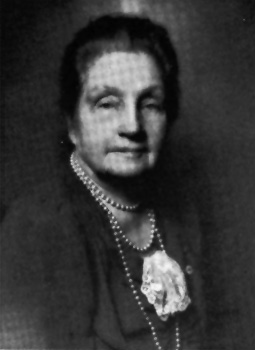
Winifred Edgerton Merrill († 1951)

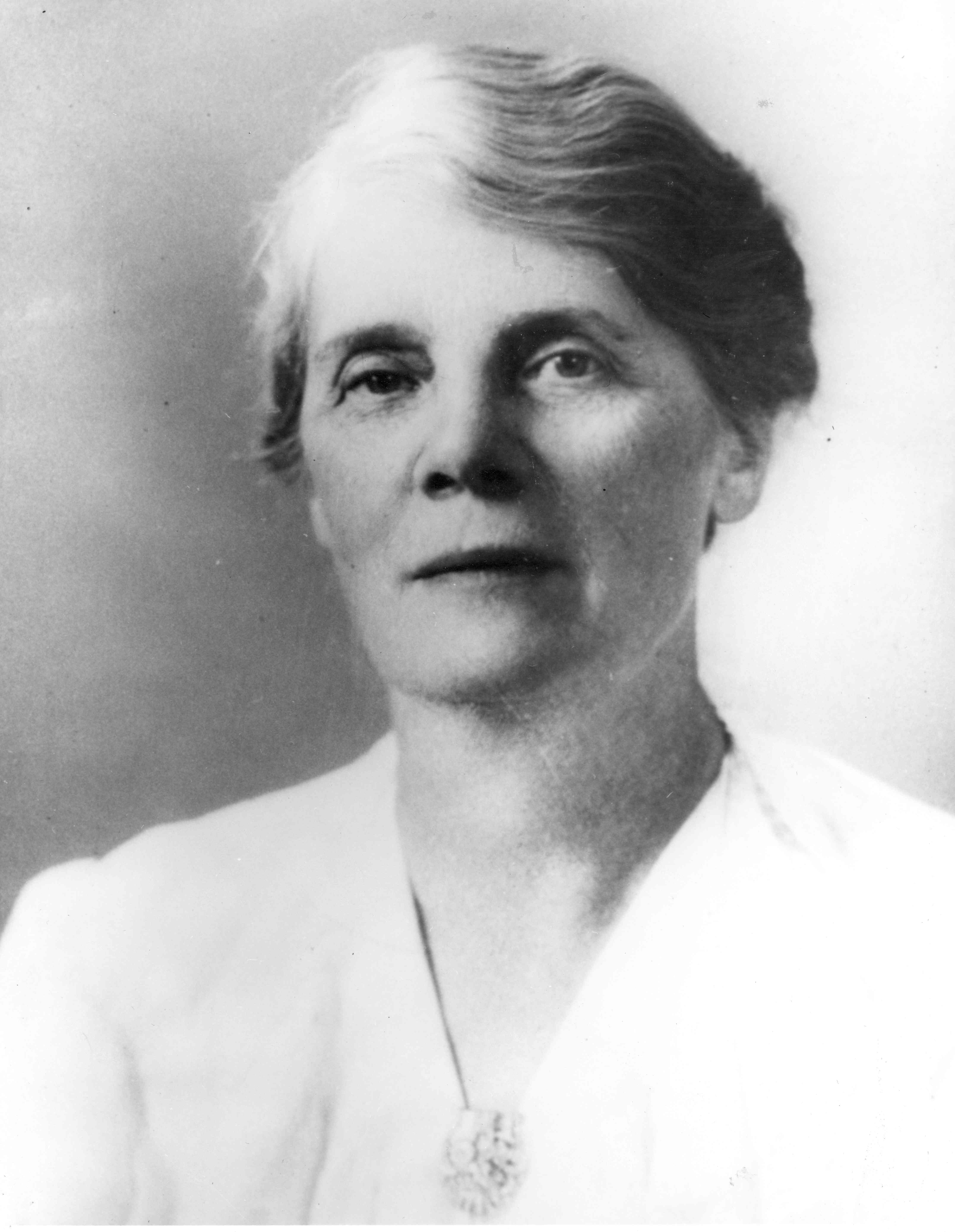
Ida A. Bengtson († 1952)

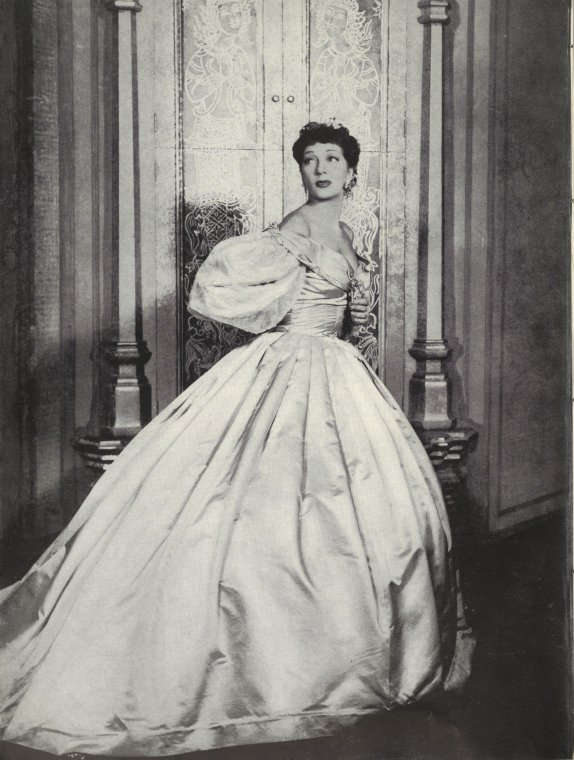
Gertrude Lawrence († 1952)

- 1951: Winifred Edgerton Merrill, US-amerikanische Schulleiterin und Mathematikerin
- 1951: Karl Slevogt, deutscher Konstrukteur, Automobilpionier und -rennfahrer
- 1952: Ida A. Bengtson, US-amerikanische Mathematikerin und Bakteriologin
- 1952: Gertrude Lawrence, britische Schauspielerin
- 1955: Walter Riehl, österreichischer Rechtsanwalt und Politiker
- 1956: Oskar Kaufmann, ungarischer Architekt
- 1956: Michael Ventris, britischer Architekt und Sprachwissenschaftler
- 1956: Witold Hurewicz, polnischer Mathematiker
- 1957: Gaetano Salvemini, italienischer Politiker und Historiker
- 1962: Hanns Eisler, österreichisch-deutscher Komponist
- 1962ː Ellen Osiier, dänische Fechterin
- 1963: Vladimir Aïtoff, französischer Mediziner und Rugby-Union-Spieler

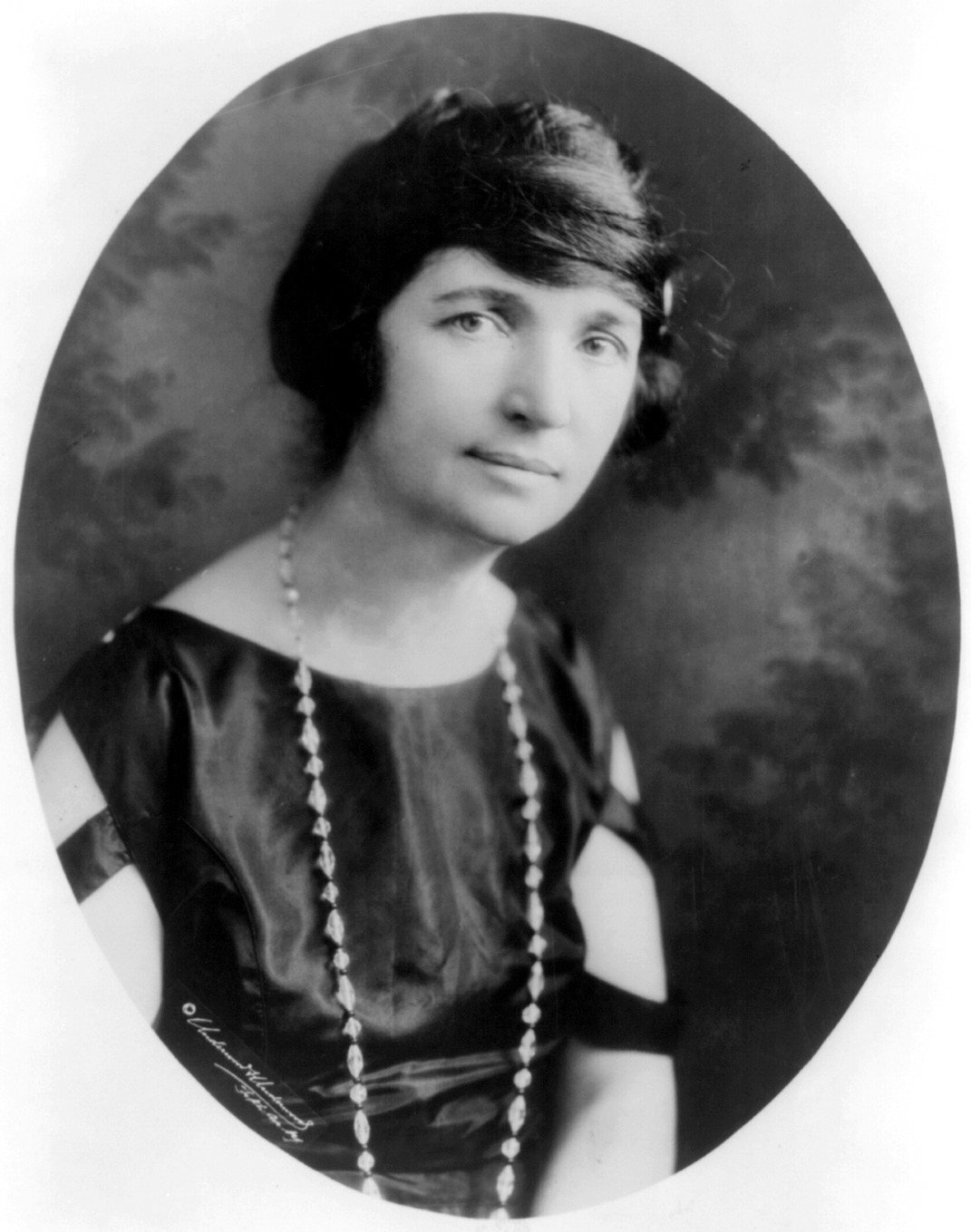
Margaret Sanger († 1966)

- 1966: Margaret Sanger, US-amerikanische Frauenrechtlerin
- 1966: Hendrik Frensch Verwoerd, südafrikanischer Soziologe und Politiker
- 1967: Sophie Drinker, US-amerikanische Musikwissenschaftlerin
- 1968: Nikolai Akimow, sowjetischer Theaterregisseur und -produzent, Bühnenbildner sowie Grafiker
- 1968: Giuseppe Lepori, Schweizer Bundesrat
- 1968: Kenneth Peacock, britischer Automobilrennfahrer
- 1968: Karl Franz Rankl, österreichischer Dirigent und Komponist
- 1969: Arthur Friedenreich, brasilianischer Fußballspieler
- 1970: Patricio José Argüello Ryan, Terrorist
- 1972: David Mark Berger, US-amerikanisch-israelischer Gewichtheber
- 1972: Ze'ev Friedman, israelischer Gewichtheber
- 1972: Yossef Gutfreund, israelischer Kampfrichter
- 1972: Eliezer Halfin, israelischer Ringer
- 1972: Amitzur Schapira, israelischer Leichtathletiktrainer
- 1972: Kehat Shorr, israelischer Sportschützentrainer
- 1972: Mark Slavin, israelischer Ringer
- 1972: André Spitzer, israelischer Fechttrainer
- 1972: Yakov Springer, israelischer Kampfrichter
- 1974: Otto Kruger, US-amerikanischer Schauspieler

#### 1976–2000
- 1976: Alfred Antkowiak, deutscher Verlagslektor und Schriftsteller
- 1976: Robert Leukauf, österreichischer Kapellmeister, Musikschriftsteller und Komponist
- 1977: Werner Charles Rudolph Aue, britischer Diplomat
- 1977: Paul Burkhard, Schweizer Komponist
- 1977: Eugen Schüfftan, deutsch-US-amerikanischer Kameramann und Erfinder
- 1977: John Edensor Littlewood, britischer Mathematiker
- 1977: Luis Vargas Rosas, chilenischer Maler
- 1978: Adolf Dassler, deutscher Unternehmer, Gründer von Adidas
- 1979: Ronald Binge, britischer Komponist
- 1979: Joachim Jeremias, deutscher Theologe und Orientalist
- 1979: Nora Platiel, deutsche Politikerin (SPD), MdL, Juristin und Widerstandskämpferin gegen den Nationalsozialismus
- 1981: Gerd Lohmer, deutscher Architekt und Brückenbauer
- 1982: Victor Sokolowski, österreichischer Cembalist, Pianist, Organist und Musikpädagoge

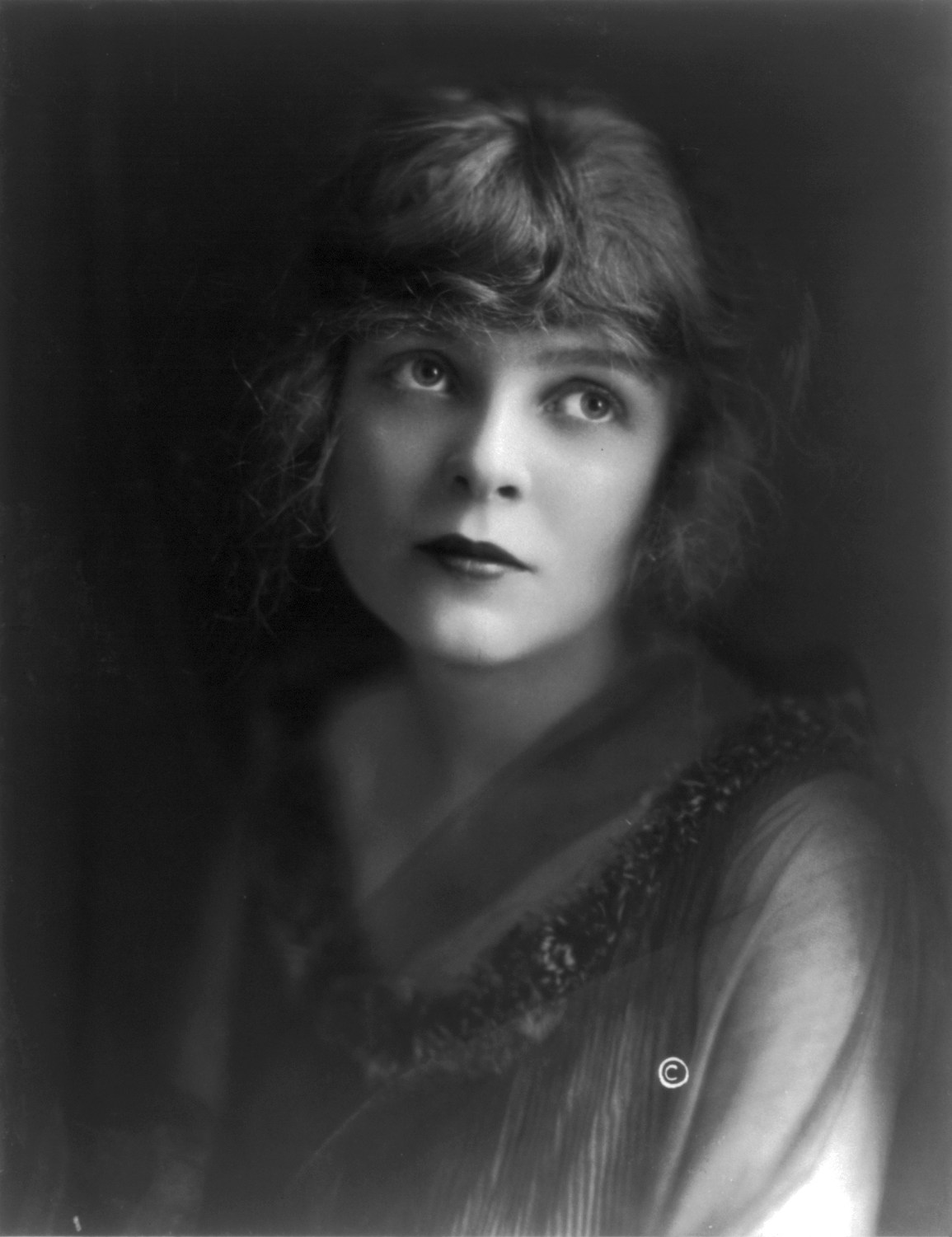
Blanche Sweet († 1986)

- 1983: Rudolf Eickhoff, deutscher Politiker, MdB
- 1984: Ernest Tubb, US-amerikanischer Musiker
- 1985ː Dora Schmidt, Schweizer Beamtin, Schriftstellerin und Frauenrechtlerin
- 1986: Blanche Sweet, US-amerikanische Schauspielerin
- 1987: Richard Schneider, deutscher Geistlicher
- 1988: Axel von Ambesser, deutscher Schauspieler, Regisseur und Autor
- 1988: Harold Rosson, US-amerikanischer Kameramann
- 1990: Tom Fogerty, US-amerikanischer Musiker und Gitarrist
- 1990: Fernando Valenti, US-amerikanischer Cembalist
- 1992: Pat Harder, US-amerikanischer American-Football-Spieler
- 1992: Agata Hikari, japanischer Schriftsteller
- 1994: James Clavell, britisch-US-amerikanischer Romanschriftsteller, Drehbuchautor und Regisseur
- 1994: Wolf Donner, deutscher Filmkritiker
- 1994: Erwin Scharf, österreichischer Autor und Journalist, Politiker und Widerstandskämpfer
- 1996: Ion Dumitrescu, rumänischer Komponist
- 1996: Ginette Martenot, französische Pianistin, Ondes-Martenot-Spielerin und Musikpädagogin
- 1996: Ester Soré, chilenische Sängerin
- 1997: Salvador Artigas Sahún, spanischer Fußballspieler und -trainer
- 1997: H. W. L. Poonja, auch Papaji genannt, indischer Vertreter des Advaita
- 1998: Akira Kurosawa, japanischer Regisseur
- 1999: Tamás Mendelényi, ungarischer Säbelfechter, Olympiasieger
- 2000: Goede Gendrich, deutscher Forstmann und Jagdschriftsteller

### 21. Jahrhundert

#### 2001–2025

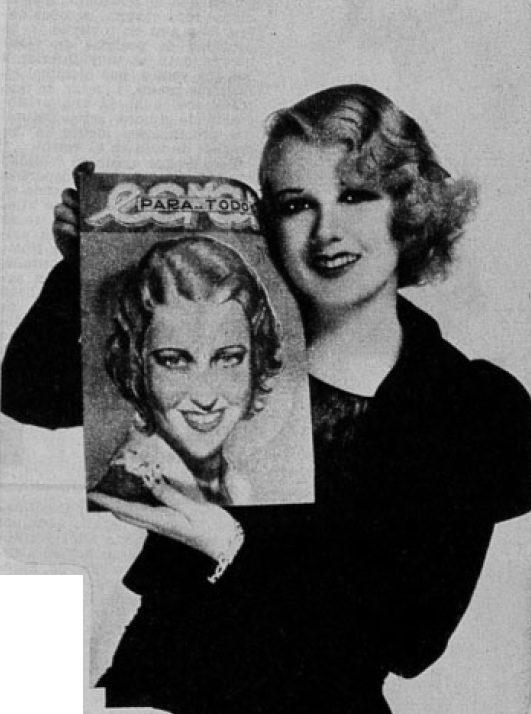
Anita Page († 2008)

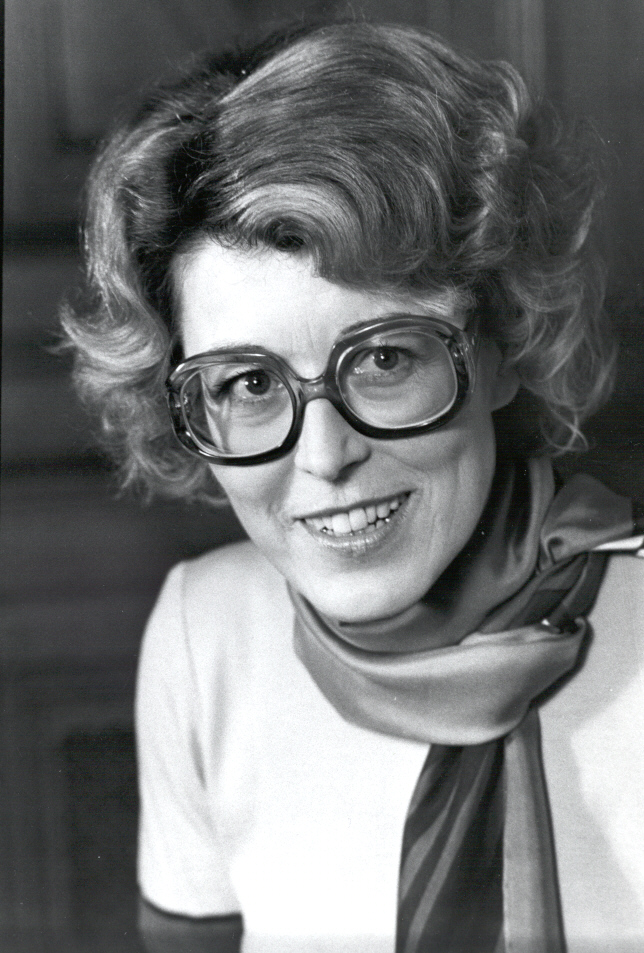
Lilian Uchtenhagen († 2016)

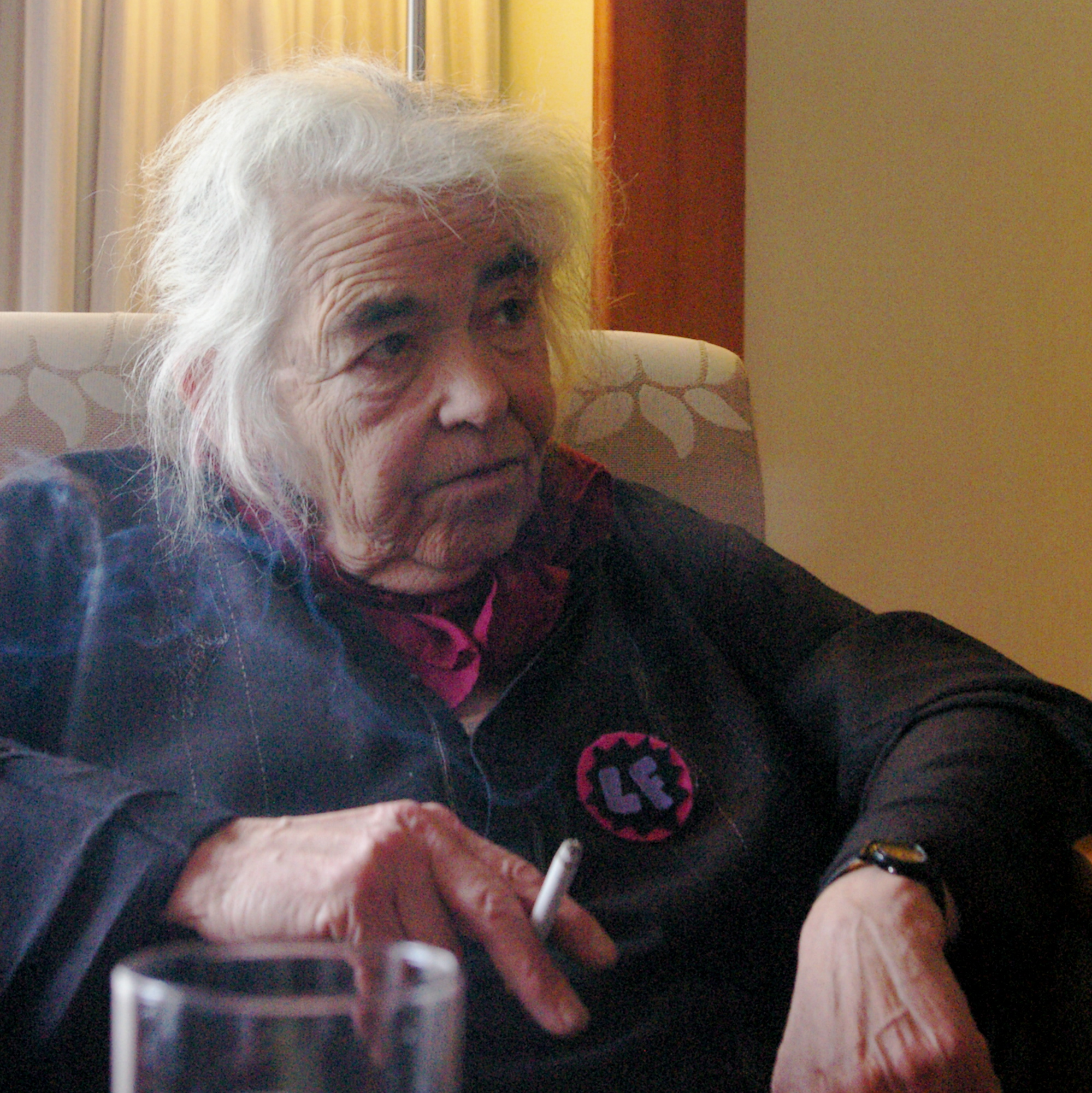
Kate Millet († 2017)

- 2002: Michael Argyle, britischer Sozialpsychologe
- 2002: Edna Roxanne Atkins, kanadische Hürdenläuferin
- 2003: Charles Edward Bennett, US-amerikanischer Politiker
- 2003: Karl Grell, österreichischer Komponist und Dirigent
- 2003: Ari Friðbjörn Guðmundsson, isländischer Schwimmer und Skispringer
- 2003: Maurice Michael Otunga, kenianischer Kardinal und Erzbischof von Nairobi
- 2004: Antonio Corpora, italienischer Maler
- 2005: Jacques Dewez, französischer Unternehmer und Automobilrennfahrer
- 2005: Anna Hagenbusch, deutsche Kindergärtnerin und Sozialpädagogin
- 2005: Ludwig Pflum, deutscher Fußballspieler
- 2005: Inge Ristock, deutsche Tischtennisspielerin, Kabarettistin und Fernsehautorin
- 2005: Otto B. Roegele, deutscher Publizist
- 2007: Madeleine L’Engle, US-amerikanische Kinderbuchautorin
- 2007: Luciano Pavarotti, italienischer Tenor
- 2008: Anita Page, US-amerikanische Filmschauspielerin
- 2011: Hans Apel, deutscher Politiker
- 2012ː Elisabeth Böhm, deutsche Architektin
- 2014ː Édith Girard, französische Architektin
- 2016 Lilian Uchtenhagen, Schweizer Politikerin
- 2017: Carlo Caffarra, italienischer Kardinal
- 2017: Kate Millett, US-amerikanische Schriftstellerin und Feministin
- 2017: Aleksandar Vujić, serbischer Komponist, Pianist und Dirigent
- 2018: Burt Reynolds, US-amerikanischer Schauspieler
- 2019: Robert Mugabe, simbabwischer Politiker
- 2021: Jean-Paul Belmondo, französischer Schauspieler
- 2021: Cornelis van der Elst, niederländischer Eisschnellläufer
- 2021: Todd Scully, US-amerikanischer Geher
- 2021: Károly Vass, ungarischer Handballspieler
- 2021: Bernd-Reiner Voß, deutscher Altphilologe
- 2021: Michael K. Williams, US-amerikanischer Schauspieler
- 2024: Joachim Kuntzsch, deutscher Komponist, Pianist und Sänger

## Feier- und Gedenktage
- Kirchliche Gedenktage
  - Matthias Waibel, deutscher Priester und Märtyrer (evangelisch)
  - Hl. Bega, irische Adelige und Eremitin (römisch-katholisch)
- Staatliche Feier- und Gedenktage
  - Bulgarien: Vereinigung Bulgariens mit Ostrumelien (1885)
  - Swasiland: Unabhängigkeit von Großbritannien (1968)

Weitere Einträge enthält die Liste von Gedenk- und Aktionstagen.